# Histoire militaire du Canada

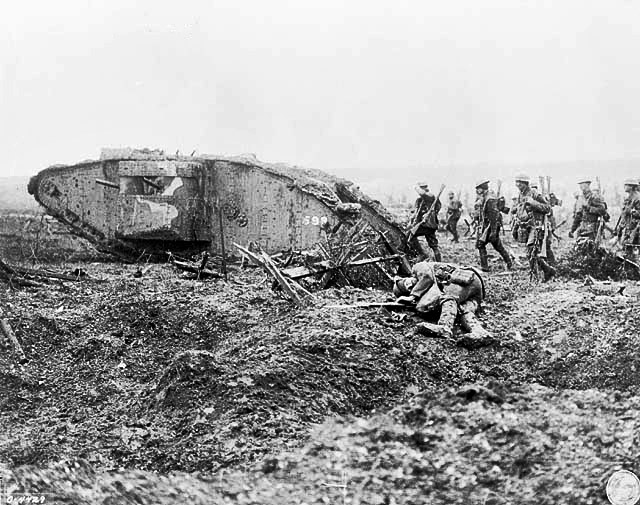
Soldats canadiens avançant derrière un char d'assaut à la bataille de la crête de Vimy, l'une des plus grandes victoires militaires canadiennes.

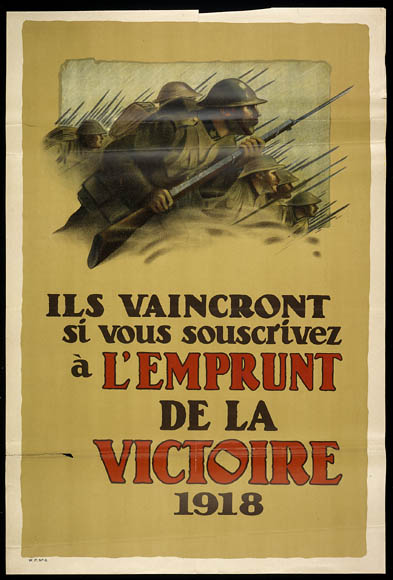
Ils vaincront si vous souscrivez à l'emprunt de la Victoire, 1918, Canada.

Pour un article plus général, voir Histoire du Canada.
L'histoire militaire du Canada rapporte celle des Forces armées canadiennes sur le territoire actuel et le rôle dans les conflits ainsi que dans les opérations de maintien de la paix menées de par le monde. Pendant au moins dix mille ans, le territoire qui allait devenir le Canada fut le théâtre de guerres entre les tribus amérindiennes. L'arrivée des vikings à Terre-Neuve au Xe siècle provoqua les premiers conflits entre Européens et autochtones. Aux XVIIe et XVIIIe siècles, la région fut une zone de conflits entre français et britanniques, tous deux s'étant alors alliés avec diverses tribus amérindiennes. À la suite du traité de Paris en 1763, la Grande-Bretagne sortit victorieuse du conflit si bien que les civils et militaires français encore présents, que la couronne espérait assimiler, furent déclarés « sujets britanniques ». Les troubles reprirent lorsque les colonies septentrionales choisirent de ne pas se joindre à la révolution américaine et de rester loyales à la couronne britannique. Les États-Unis, victorieux, projetèrent alors d'étendre leur république et, dans ce but, lancèrent des invasions en 1775 et 1812, toutes deux finalement repoussées par les forces britanniques et locales (canadiens-français, autochtones). Cependant cette menace restait présente au XIXe siècle, ce qui a partiellement facilité la création de la confédération canadienne en 1867, pays bénéficiant d'une indépendance totale à l'exception de la diplomatie.
Après l'émergence de cette confédération, et au prix d'une certaine controverse, une armée canadienne entièrement souveraine fut créée. Le Canada étant un dominion membre de l'Empire britannique, les forces canadiennes se joignirent aux britanniques pour la guerre des Boers (en Afrique du Sud), la Première ainsi que la Seconde Guerre mondiale, bien que cette dernière soit postérieure à la souveraineté totale du Canada, acquise lors du Statut de Westminster en 1931. Depuis la Seconde Guerre mondiale, le Canada s'est engagé dans le multilatéralisme et n'est parti en guerre que dans le cadre de larges coalitions multinationales telles que dans la guerre de Corée, la guerre du Golfe.

## La colonisation européenne

### Les nations amérindiennes
Les premiers conflits entre Européens et peuples amérindiens seraient survenus aux alentours de 1006, quand quelques groupes de vikings essayèrent d'établir des colonies permanentes le long de la côte de Terre-Neuve. Selon les sagas nordiques, les autochtones beothuk (appelés les skrælings ou skrælingar par les vikings) réagirent si violemment que les nouveaux arrivants auraient été contraints d'abandonner et de renoncer à leurs intentions premières de colonisation. Par la suite, les peuples amérindiens développèrent alors une réputation de violence et de sauvagerie parmi les colons européens, bien que ceci soit en partie dû à des différences culturelles. Les amérindiens ne supportaient pas l'idée de se rendre, et étaient enclins à torturer et tuer ceux qui le faisaient.
Avant l'arrivée des Européens, quelques guerres entre nations amérindiennes prenaient une apparence formelle et rituelle, et causaient de ce fait assez peu de pertes. Mais des preuves de combats beaucoup plus violents ont été relevées, voire le génocide complet d'un groupe par un autre, comme l'anéantissement de la Culture de Dorset de Terre-Neuve par les beothuks, et aussi par les inuits dans d'autres régions. L'absence de preuves sur la continuité génétique ou culturelle du peuple Dorset laisse penser qu'il a été victime d'un anéantissement. Juste avant la colonisation française le long du fleuve Saint-Laurent, le peuple iroquois a été complètement éradiqué, probablement dans une guerre avec leurs voisins. Les études qui tentèrent de montrer la survivance de certains groupes après le XVIe siècle se sont révélées non concluantes.
Après l'arrivée des Européens, les combats devinrent plus sanglants et critiques dû au fait que les différentes tribus se trouvaient impliquées dans les rivalités économiques et militaires des colons européens. À la fin du XVIIe siècle, les nations amérindiennes de la côte Est adoptèrent rapidement l'usage des armes à feu, supplantant celui des arcs traditionnels. Alors qu'un guerrier expérimenté était en mesure d'éviter une flèche arrivant sur lui, et qu'une armure de bois offrait une protection contre les flèches, rien ne pouvait le protéger d'une balle. Même des blessures aux membres pouvaient se révéler fatales lorsque l'on considère le calibre important des armes à feu de l'époque. Ceci augmenta de manière significative les pertes humaines, qui augmentèrent encore dramatiquement à cause de la distribution d'armes à feu et de chevaux parmi les nations amérindiennes. De plus les Européens disposaient de canons très meurtriers.
Les nations autochtones devinrent ainsi des alliées importantes, aussi bien des Français que des Britanniques, dans la course à l'hégémonie en Amérique du Nord durant les XVIIe et XVIIIe siècles. Ces alliances eurent pour conséquence une escalade croissante de la violence dans la région. La scalpation, qui aujourd'hui est considérée comme antérieure à l'arrivée des Européens, devint de plus en plus pratiquée car les Européens demandaient la présentation des scalps comme preuves de leurs succès militaires.

### Les premières colonies françaises

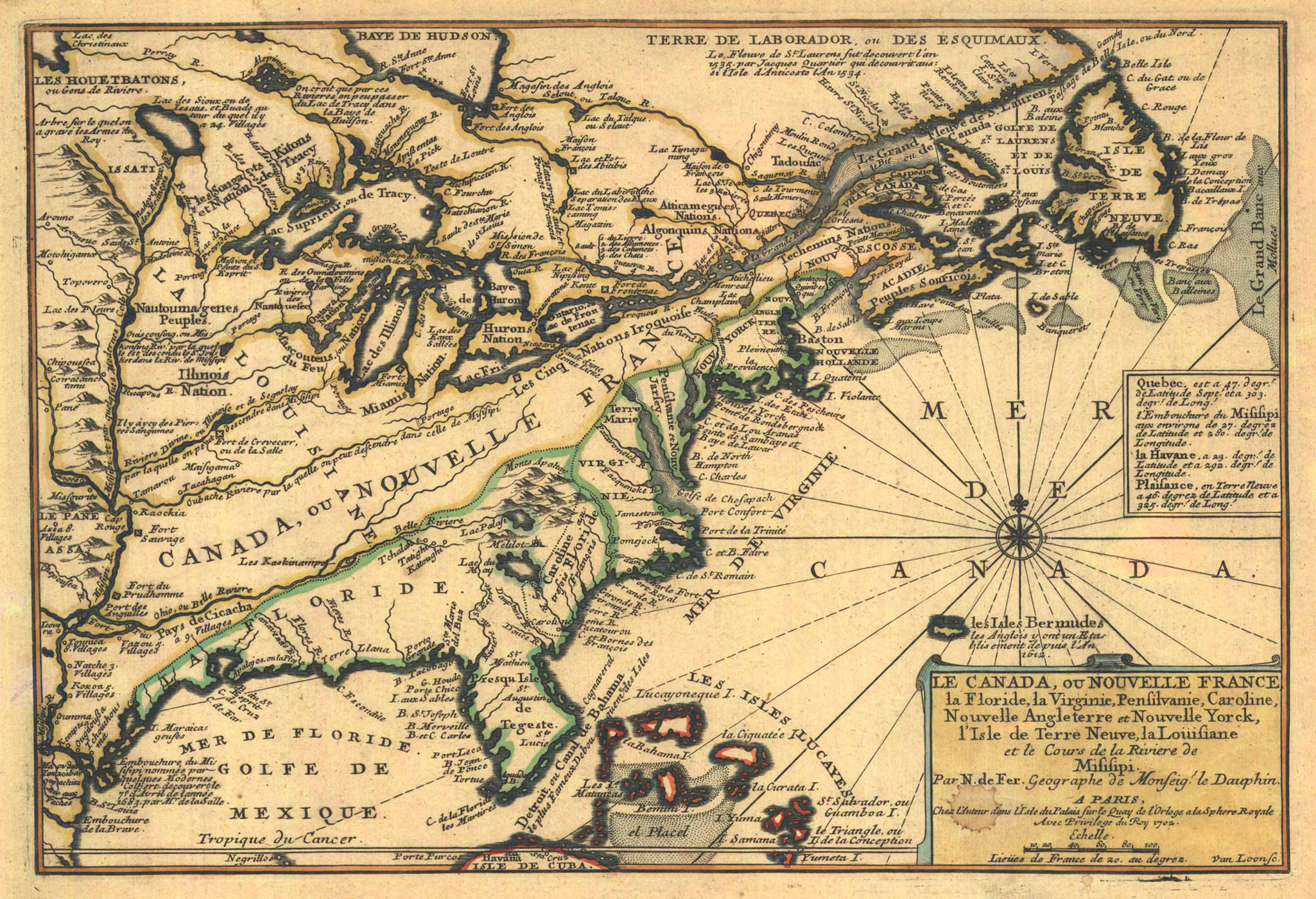
Carte de la Nouvelle-France montrant certaines tribus d'Amérindiens au Canada, 1702

D'abord François Ier a envoyé un explorateur reconnaître ces contrées lointaines. Puis les Français, conduits par Samuel de Champlain (sous Henri IV), fondèrent une colonie à Port-Royal (aujourd'hui Annapolis Royal) en 1605 et à Québec en 1608, puis entrèrent rapidement en conflit avec certains des autochtones, s'étant insérés dans certaines alliances préexistantes. Par exemple, peu après la fondation de Québec, Champlain rejoignit une alliance huron-algonquine face aux Iroquois. Lors des premiers combats, la puissance de feu supérieure des Français aboutit à la dispersion rapide de grands groupes d'amérindiens, donc les fortifications s'étaient avérées inutiles face aux canons français. Les Iroquois changèrent alors de stratégie en combinant leurs talents de chasseurs et leur connaissance approfondie du terrain avec l'usage des armes à feu acquises auprès des Hollandais. Ils développèrent une tactique de guérilla qui devint rapidement redoutable pour tous, à part pour la poignée de cités fortifiées. 

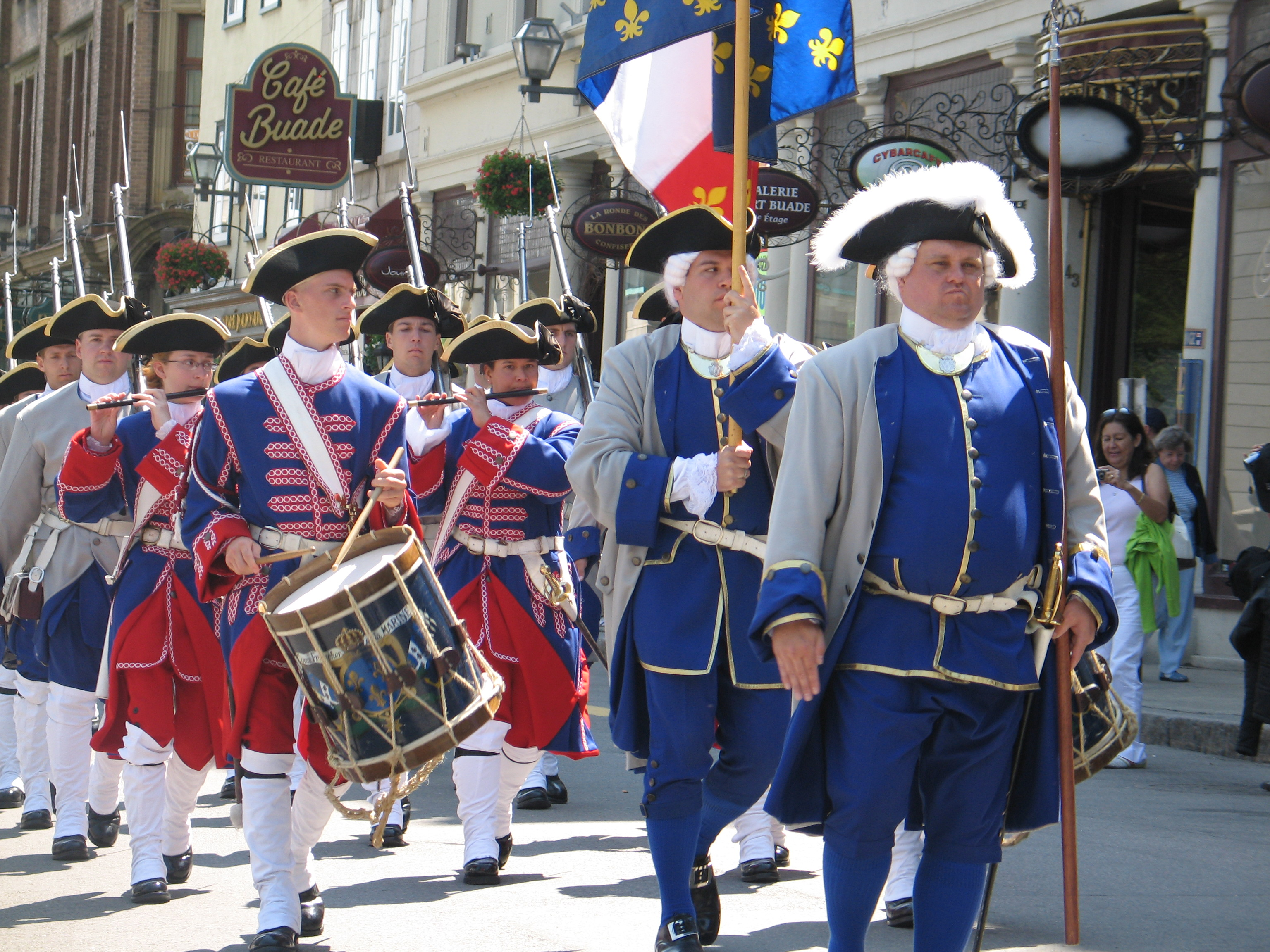
La compagnie franche de la marine exerce son droit de cité dans la vieille ville fortifiée de Québec, à l'occasion du de la ville, le 3 juillet 2006.

De plus, comme les Français fournissaient quelquefois des armes à leurs alliés autochtones, les Iroquois s'engagèrent dans une guerre destructrice avec les tribus de la région des grands lacs. Durant le premier siècle de leur colonisation, la menace majeure que durent affronter les habitants de la Nouvelle-France était représentée par ces Iroquois, tout particulièrement par ceux les plus à l'est, les Mohawks. Comme la majorité des tribus de la région étaient alliées avec les français, les Iroquois s'unirent en premier avec les Hollandais puis, après la cession de la Nouvelle-Néerlande à l'Angleterre, aux Britanniques. Ces derniers leur garantissaient un apport en armes encore plus important que celui fourni par les Français aux autres tribus.
Les guerres entre Français et Iroquois continuèrent par intermittence jusqu'en 1703, se caractérisant par une brutalité hors-normes dans chaque camp. En réponse à la menace iroquoise, le gouvernement français dépêcha sur place le régiment de Carignan-Salières, le premier groupe de soldats professionnels en uniforme qui posa le pied sur le sol canadien. Après l'instauration de la paix, ces soldats furent démobilisés. Ils formèrent par la suite le noyau des compagnies franches de la marine, la milice locale, à la fin du XVIIe siècle.

## Le conflit franco-anglais
Le Canada a été colonisé par deux nations européennes majeures qui ont un passé conflictuel commun assez important (qui remonte à la guerre de Cent Ans). Par conséquent, cette rivalité ancienne ne pouvait que se reporter sur le territoire canadien actuel. Durant les XVIIe et XVIIIe siècles, la guerre entre ces deux colonisateurs a presque été continue.

### XVIIesiècle

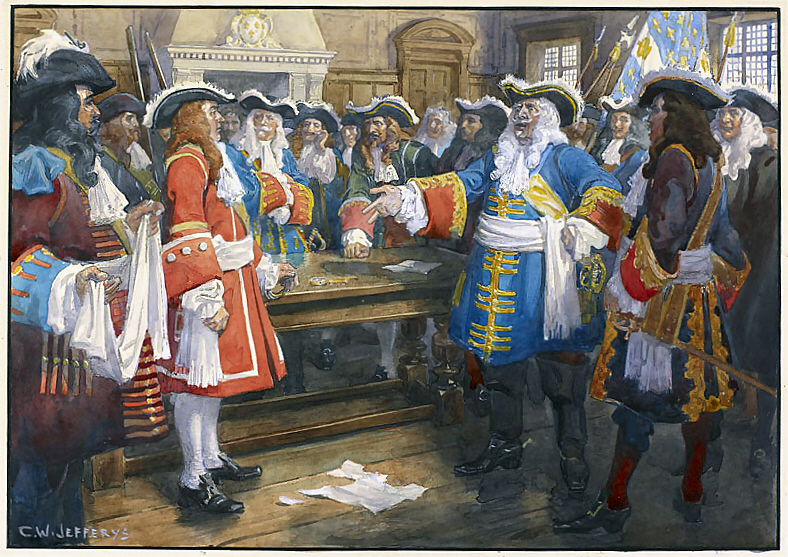
Avant la bataille de Québec, Frontenac repoussa l'offre de reddition de l'émissaire anglais par cette réplique célèbre : La seule réponse que je ferai à votre général viendra de la bouche de mes canons et du feu de mes mousquets.

Deux ans après la fondation de la colonie française de Port-Royal, les Anglais commencèrent leur première installation à Jamestown en Virginie. De plus grandes colonies allaient alors émerger depuis ces premières têtes de pont. La colonie française de Québec sur le fleuve Saint-Laurent était basée sur le commerce des fourrures et ne recevait qu'un soutien assez tiède de la part du pouvoir français. Par conséquent, manquant d'un réel soutien et affrontant des conditions climatiques extrêmes, le développement de ces colonies du nord fut assez lent. Les colonies anglaises, plus favorablement localisées au sud, développèrent une économie diversifiée et prospérèrent. Le résultat fut qu'aux alentours des années 1750, lorsque la rivalité économique, politique et militaire arriva à son paroxysme durant la guerre de Sept Ans, la population totale des treize colonies anglaises s'élevait à un million cinq cent mille individus alors que leurs rivaux français n'étaient que soixante mille. Par conséquent, devant ce désavantage numérique énorme et en dehors de leurs seules places fortes à Québec et Louisbourg, les Français ont été forcés d'emprunter la tactique de la guérilla, utilisée précédemment par les amérindiens. Cette guérilla prit peu après le nom de « la petite guerre ».
Il y eut de nombreux affrontements entre les deux belligérants au cours du XVIIe siècle. En 1629, un groupe de maraudeurs anglais capture et brûle la place forte de Québec, puis emporte Champlain et ses subordonnés vers l'Angleterre pour y être emprisonnés. Cependant les Français reviennent en 1632, reconstruisent leur capitale et relancent leurs efforts. L'affrontement majeur suivant à Québec au cours du XVIIe siècle intervient en 1690 quand, alarmées par les attaques de « la petite guerre », les colonies anglaises de la Nouvelle-Angleterre envoient une expédition armée au nord, sous le commandement de sir William Phips, avec pour but de capturer la source du problème: Québec même. L'expédition ne bénéficia pas d'une organisation digne de ce nom et n'eut que peu de temps pour remplir son objectif, arrivant à destination à la mi-octobre, juste avant que le Saint-Laurent ne gèle complètement. C'est pendant cet évènement que fut prononcée l'une des plus grandes répliques de l'histoire militaire canadienne. Lorsque Phips l'invita à se rendre, le gouverneur Louis de Buade de Frontenac, assez âgé et servant alors son deuxième mandat, lui répondit « La seule réponse que je ferai à votre général viendra de la bouche de mes canons et du feu de mes mousquets. ». Après une tentative avortée de débarquement sur la rive de Beauport à l'est de la cité, les forces anglaises durent se retirer sur les eaux glacées du Saint Laurent.
En 1695, Pierre Le Moyne d'Iberville se voit chargé d'attaquer les postes anglais établis sur la côte atlantique de Terre-Neuve. Iberville navigue avec ses trois vaisseaux en direction de Plaisance (l'actuelle Placentia), la capitale française dans cette région. Les pêcheurs français et anglais exploitaient les ressources des Grands Bancs depuis leurs installations dans cette province, suivant un traité datant de 1687, mais le but de la nouvelle expédition française de 1696 était néanmoins d'expulser les Anglais de Terre-Neuve. Iberville et ses hommes quittent Plaisance le 1er novembre 1696 et marchent en direction de Ferryland à 80 kilomètres au sud de Saint-Jean. Neuf jours plus tard, Iberville lance ses forces navales et détachements à pied au nord, vers la capitale anglaise, qui se rend le 30 novembre 1696 après un siège de courte durée. Après avoir porté la guerre à St. John's, les hommes d'Iberville détruisirent presque entièrement les ports de pêche anglais le long de la côte Est de Terre-Neuve. Par la suite, plusieurs raids terrorisèrent les hameaux cachés dans les baies et criques, brûlant, pillant, et faisant des prisonniers. À la fin du mois de mars 1697, seules Bonavista et Carbonear demeuraient sous la tutelle anglaise. En quatre mois de raids, Iberville a été responsable de la destruction de 36 installations.

### Début duXVIIIesiècle

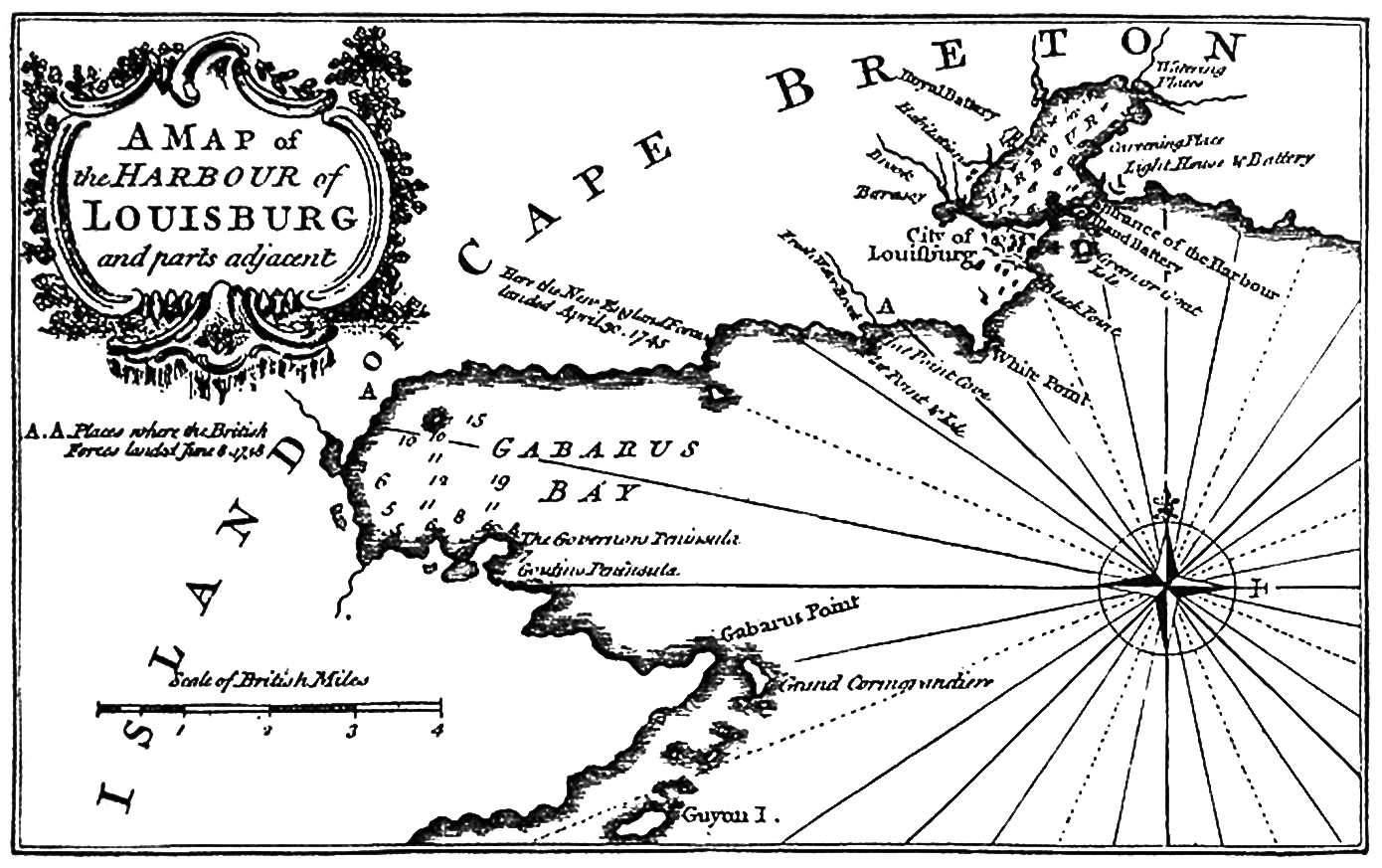
Carte de la région de Louisbourg en 1758.

Au cours du XVIIIe siècle, le conflit franco-anglais s'intensifia à mesure que la rivalité entre les deux nations mères empirait en Europe. Le gouvernement français, s'inquiétant du sort ses possessions, injecta de plus en plus de troupes en Amérique du Nord. De coûteuses garnisons étaient maintenues sur les comptoirs de commerce de fourrures, les fortifications de Québec furent améliorées et augmentées. Une nouvelle ville fortifiée vit le jour sur la côte Est de l'île Royale (ou Île du Cap-Breton), la forteresse de Louisbourg, surnommée la « Dunkerque du Nord ».
Les colonies françaises et anglaises d'Amérique du Nord entrèrent en guerre à trois reprises pendant le XVIIIe siècle. Les deux premières guerres étaient des extensions de conflits européens de plus grande envergure: la guerre de Succession d'Espagne (1701-1714) et la guerre de Succession d'Autriche (1740-1748). La troisième, la guerre de Sept Ans (1756-1763), débuta dans la vallée de l'Ohio. « La petite guerre » des forces françaises laissa une traînée de terreur sur son passage à travers les villes et villages du nord de la Nouvelle-Angleterre, atteignant parfois même la Virginie. La guerre s'étendit également sur les forts se trouvant sur les rives de la baie d'Hudson. En 1713, des forces britanniques réussirent à prendre le contrôle de Port Royal, la capitale française de l'Acadie, sur le territoire actuel de la Nouvelle-Écosse. Cette perte força la France à céder le contrôle de la Nouvelle-Écosse à la Grande-Bretagne dans le traité d'Utrecht, laissant en revanche les territoires actuels du Nouveau-Brunswick, des îles du Prince-Édouard et de Cap-Breton sous contrôle français. Les possessions anglaises de la baie d'Hudson furent garanties par ce même traité.
Durant la Guerre de Succession d'Autriche, des éléments de la milice de Nouvelle-Angleterre, sous les ordres de William Pepperrell et du commodore Peter Warren de la Royal Navy, réussirent à prendre Louisbourg en 1745. À la suite du traité d'Aix-la-Chapelle qui mit fin à la guerre en 1748, la France récupéra Louisbourg en échange de certaines de ces conquêtes en Hollande et en Inde. Les habitants de Nouvelle-Angleterre se sentirent outragés et, comme contrepoids à la présence des forces françaises à Louisbourg, les britanniques fondèrent la place militaire d'Halifax en 1749, pourvue d'une base navale importante installée dans sa rade spacieuse.

### La guerre de Sept Ans

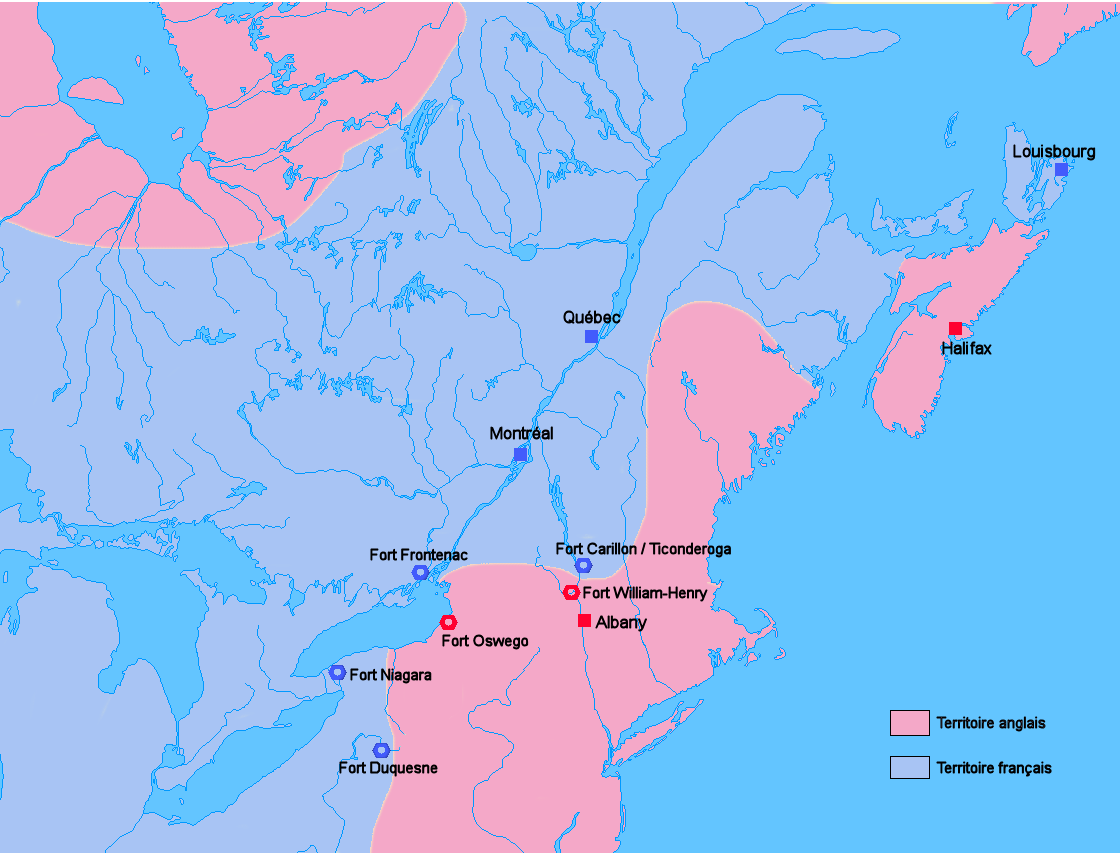
Carte des positions franco-anglaises à la veille de la guerre de Sept Ans.

En 1754, la guerre de Sept Ans commence en Amérique du Nord. Pour les Anglo-saxons, elle ne s’appelle d’ailleurs pas guerre de Sept Ans mais « French and Indians war », indiquant bien qu’elle concerne aussi les Indiens, même si c’est avant tout un conflit entre puissances européennes. Les Français commencèrent par contester les revendications des commerçants de fourrures anglais ainsi que des spéculateurs terriens portant sur une zone allant de l'Ohio Country jusqu’à l'ouest des Appalaches, terre qui était revendiquée par certaines colonies britanniques dans leurs chartes royales. En 1753, la France commença à occuper militairement la zone en construisant une série de forts. En 1755, les Britanniques envoyèrent deux régiments pour déloger les Français (l'expédition Braddock), mais ils furent réduits à néant par les forces françaises et indiennes alors qu'ils approchaient de Fort Duquesne. Le gouvernement français envoya en mai 1755 une flotte de vingt bâtiments porteurs de 3 500 hommes de renfort. La Royal Navy tenta de l'intercepter au large de Terre-Neuve, mais ne réussit à s'emparer que de deux navires de transport. La guerre fut officiellement déclarée en 1756 et, à Québec, six régiments français furent mis sous le commandement d'un nouveau général de quarante-quatre ans, récemment arrivé, le marquis Louis-Joseph de Montcalm. Deux bataillons l'accompagnaient, portant le total des troupes professionnelles françaises dans la colonie à environ quatre mille hommes. C'était la première force militaire d'importance présente sur ce qui allait devenir le sol canadien.

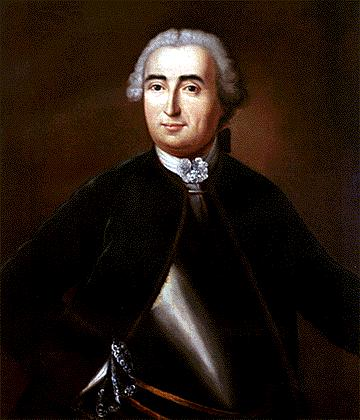
Le marquis Louis-Joseph de Montcalm arrive en 1756 à Québec.

Sous les ordres de leur nouveau commandant, les Français commencèrent par quelques victoires sur les Britanniques. La première d'entre elles est la bataille de Fort William Henry au sud du lac Champlain où, en 1757, plus de deux-mille quatre cents hommes se rendirent, pour la plupart soldats britanniques. Au cours de l'année suivante, une autre victoire de même importance se produisit lorsqu'une armée anglaise, forte de quinze mille hommes sous le commandement du major général James Abercrombie, fut défaite alors qu'elle attaquait une fortification française à la bataille de Fort Carillon (plus tard renommé Fort Ticonderoga par les Britanniques), à la pointe sud du lac Champlain. Les Français n'étaient pas plus de trois mille cinq cents mais, avant que les Britanniques ne battent en retraite, ils avaient infligé des pertes à l'ennemi évaluées à deux mille hommes, pour la plupart soldats britanniques, alors qu’ils n’avaient perdu que trois cent cinquante hommes. Dans le même temps, l'effort de guerre britannique fut galvanisé par l'arrivée au pouvoir du premier ministre William Pitt qui était déterminé à détruire les forces françaises, déclarant que l'Amérique du Nord serait le point central de l'effort de guerre. En juin 1758, une force britannique de treize mille hommes sous le commandement du major général Jeffery Amherst, avec James Wolfe parmi ses subordonnés, débarqua et captura la forteresse de Louisbourg après deux mois de siège. La Marine royale française, qui combattait avec deux fois moins de navires que la Royal Navy, avait réussi à sauver la place en 1757 grâce à une forte concentration navale mais n'avait pu renouveler l'effort en 1758. Cette défaite ouvrait les portes du Canada par le Saint-Laurent.

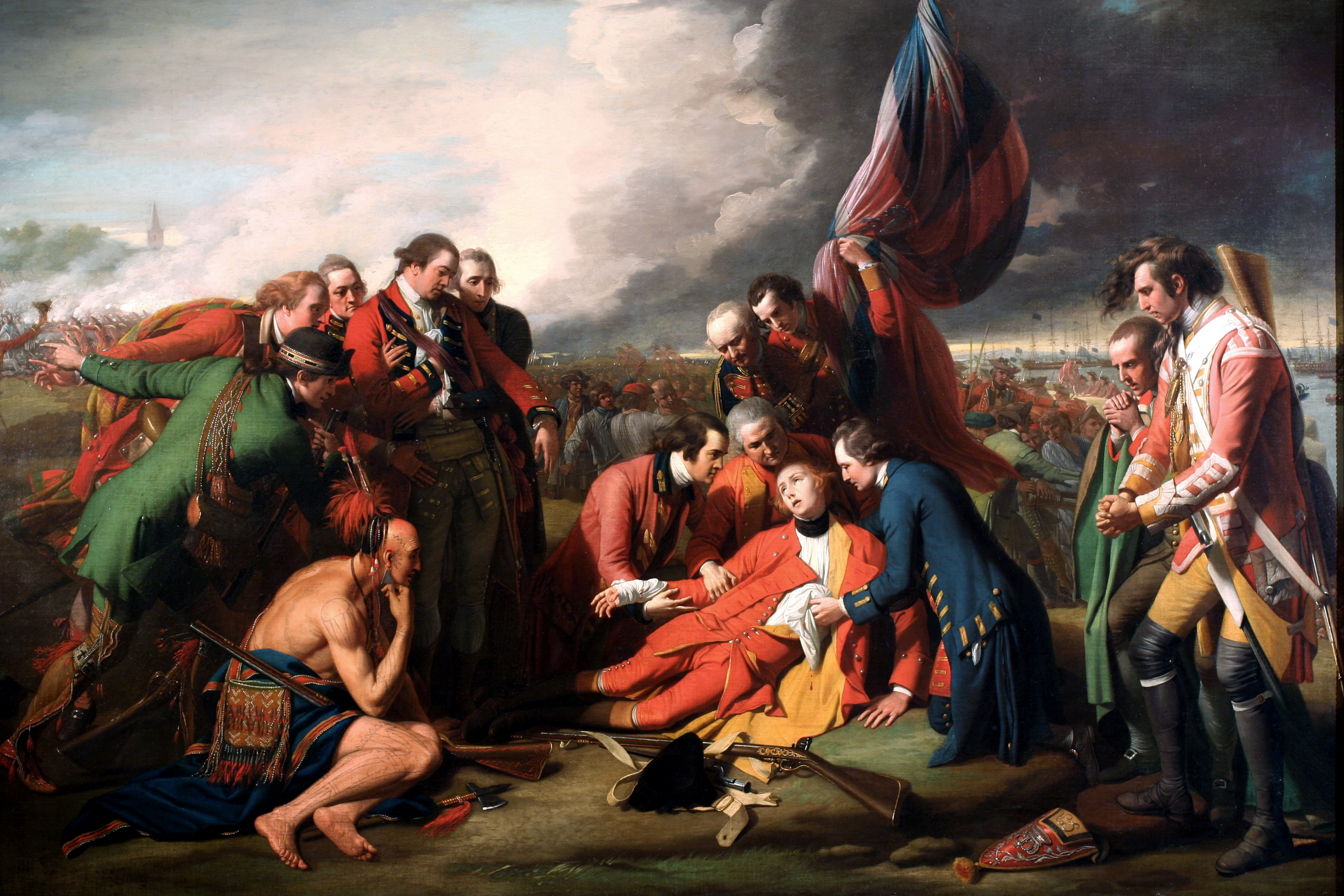
La mort du général Wolfe à la bataille des plaines d'Abraham en 1759, représentée par Benjamin West.

Une année plus tard, Wolfe se fixa la cité de Québec comme objectif. La flotte d'invasion remonta le Saint-Laurent et débarqua près de Québec l'armée de Wolfe. Après plusieurs échecs, notamment durant la bataille de Beauport ou à Montmorency, Wolfe réussit à installer discrètement son armée à terre, formant des rangs le 12 septembre sur les plaines d'Abraham. Montcalm, malgré le désaccord de son état-major, sortit de la ville avec une force numériquement inférieure pour aller à la rencontre des Britanniques. Une bataille épique s'ensuivit durant laquelle Wolfe fut tué, Montcalm mortellement blessé ainsi que six-cent cinquante huit Britanniques et six cent quarante-quatre Français tués ou blessés. Durement touchés par le mitraillage anglais, les Français se retirèrent dans la citadelle et endurèrent un siège éprouvant, avant de finalement capituler le 18 septembre.
Néanmoins, au printemps 1760, le dernier général français, François Gaston de Lévis, marcha en direction de Québec depuis Montréal et battit les Britanniques à la bataille de Sainte-Foy, dans une configuration similaire à la bataille de l'année précédente. La situation était inversée, les Français assiégèrent Québec et les Britanniques se retranchaient derrière les fortifications. Cependant, les Français durent finalement accepter la perte de la Nouvelle-France quand la Royal Navy plutôt que la flotte française arriva par le Saint-Laurent après la fonte des glaces. La France perdit la plupart de ses possessions nord-américaines, ne gardant seulement que les petites îles de Saint-Pierre-et-Miquelon comme port de pêche pour la zone des Grands Bancs. Les Français partirent officiellement d'Amérique du Nord en 1763 à la signature du traité de Paris. Rappelons comment Voltaire surnommait le Canada français : « quelques arpents de neige ».

## Les conflits avec les États-Unis

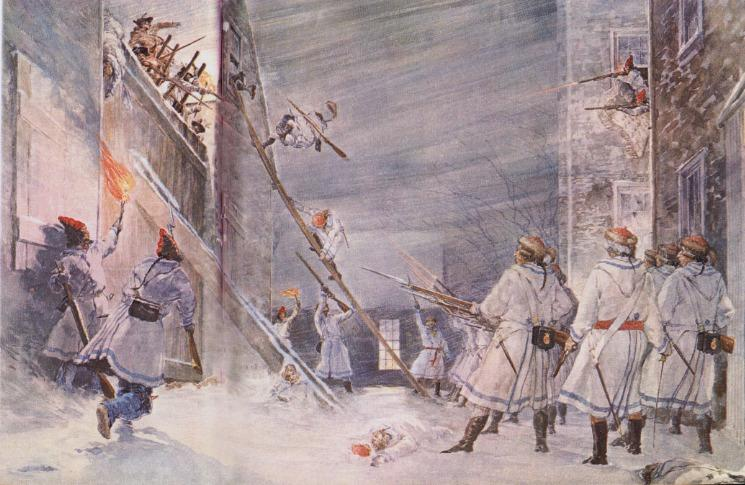
Milice canadienne tirant sur des soldats américains à Sault-au-Matelot, Ville de Québec, le 31 décembre 1775.

La menace française étant éliminée, l'énervement gagna peu à peu les colonies anglaises de l'est, sur le littoral. La révolution américaine trouve notamment ses racines dans le fait que les colons supportaient mal de devoir payer des taxes afin de financer les installations militaires, bien qu'il n'y ait plus d'ennemi apparent. Sentiment de frustration qui augmenta lorsque les motivations anglaises commencèrent à apparaître. En effet, la vallée de l'Ohio et d'autres territoires de l'ouest, précédemment réclamés par la France, ne furent pas annexés aux colonies britanniques existantes, spécialement la Pennsylvanie et la Virginie, qui avaient pourtant réclamé ce rattachement de longue date. À la place, ces territoires ont été incorporés à la Province de Québec et au profit des Amérindiens. La guerre d'indépendance des États-Unis (1775-1783) vit les révolutionnaires utiliser la force afin de se libérer des règles britanniques et de réclamer ces terres de l'ouest. Les forces américaines prirent Montréal et les forts de la vallée de Richelieu, mais leurs tentatives de prendre Québec en 1775 échouèrent. Durant ces troubles, certains Canadiens se sont joints aux forces britanniques et certains se sont joints aux rebelles yankees. Les échecs révolutionnaires dans cette zone, ainsi que l'allégeance à la couronne britannique partagée par certains colons, résulta dans la scission des possessions britanniques en Amérique du Nord. Certains colons britanniques qui restaient fidèles à la couronne, les loyalistes, partirent vers le nord et firent la séparation de la Province de Québec entre le Haut-Canada et le Bas-Canada. La république indépendante des États-Unis émergea au Sud, alors qu'un groupe de colonies loyalistes restèrent sur place le long de sa frontière nord. Ces colonies étaient connues sous l'appellation « Amérique du Nord britannique ». Environ 1 000 mercenaires allemands étaient stationnés au Canada.

### La guerre de 1812
Après la cessation des hostilités, l'animosité et la suspicion perdurèrent entre les États-Unis et le Royaume-Uni, ce qui résulta finalement en conflit lorsque les Américains déclarèrent la guerre aux Britanniques en 1812. Les Américains étaient irrités par le harcèlement britannique que subissaient leurs bateaux en haute mer, ainsi que l'enrôlement de marins américains dans la Royal Navy, au moment des guerres napoléoniennes. Comme les Américains ne pouvaient bâtir une flotte capable de rivaliser avec la Royal Navy, l'invasion du Canada fut perçue comme seul moyen d'attaquer l'empire britannique. Les Américains habitant la frontière ouest espéraient également que cette invasion mettrait fin à ce qu'ils percevaient comme un soutien britannique à la résistance amérindienne à l'expansion des États-Unis vers l'ouest. Ils espéraient également concrétiser leur revendication sur les territoires de l'ouest. La première stratégie était de s'emparer du Canada afin d'obliger les Britanniques à faire des concessions. Cependant, au fur et à mesure que la guerre progressait, l'annexion directe était plus fréquemment citée comme objectif, dans une idéologie qui allait être appelée plus tard la « Destinée manifeste ». Beaucoup d'Américains espéraient que les Canadiens français y verraient l'occasion de se libérer du joug britannique.

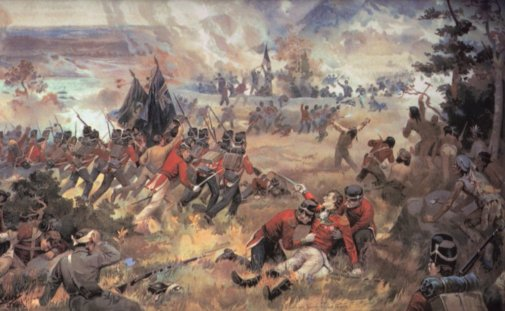
« Avancez, braves volontaires de York ! »
Selon la légende, le général Brock, mortellement blessé, galvanise la milice canadienne. Peinture de John David Kelly (1862-1958)

Courant juillet 1812, les Américains lancèrent l'invasion en franchissant la frontière. La guerre fit des allers-retours le long de la frontière du Haut-Canada, aussi bien sur terre que sur les eaux des Grands Lacs. Les Britanniques réussirent à prendre Détroit en juillet et, en octobre, repoussèrent une avancée américaine sur la péninsule du Niagara à la bataille de Queenston Heights. Les forces britanniques étaient composées de troupes régulières ainsi que d'une milice coloniale, sous le commandement de sir Isaac Brock, qui perdit la vie au cours de l'affrontement.
1813 fut l'année des victoires américaines, notamment lorsqu'ils reprirent Détroit et engrangèrent une série de succès le long du bord ouest du lac Érié, dont les points d'orgue furent la bataille du lac Érié le 10 septembre et la bataille de Moraviantown le 5 octobre. La bataille navale permit de garantir la domination américaine sur les lacs Érié et Huron. À Moraviantown, les Britanniques perdirent l'un de leurs chefs principaux, le chef shawnee Tecumseh. Plus à l'est, les Américains parvinrent à prendre et brûler York (actuellement Toronto) et à prendre le fort George, qu'ils ont conservé jusqu’à la fin de l'année. Néanmoins, durant la même année, deux avancées américaines vers Montréal ont été repoussées : la première, par une troupe de soldats britanniques à la bataille de Crysler's Farm au sud-ouest de la ville de Saint-Laurent, et la deuxième par la force composée en majorité de miliciens canadiens francophones, sous le commandement de Charles de Salaberry, à la bataille de Châteauguay. Les tribus iroquoises du Haut-Canada, les Kahnawakes de la région de Montréal et les tribus de l'ouest sous le commandement du chef shawnee Tecumseh ont été des alliés de valeur pour les Britanniques durant cette campagne. En effet, ces Amérindiens ont souvent pris une place importante lors des batailles mais ont eu également un impact psychologique fort sur leurs ennemis.
En 1814, les Britanniques reprirent tous les territoires qu'ils avaient perdus et saisirent Michilimackinac au Michigan. La défaite de Napoléon donna aux Anglais la chance de focaliser leur attention sur le théâtre d'Amérique du Nord et de lancer des raids sur Washington, Baltimore et La Nouvelle-Orléans. Prudemment, les Américains avancèrent des signaux de paix durant l'été.
En décembre 1814, les deux protagonistes signèrent un traité de paix qui rétablissait les frontières existant avant le début des hostilités. Sir Isaac Brock devint un héros pour les Canadiens. Bien que le succès de la défense du Canada doive beaucoup à la participation des troupes britanniques régulières, de la Royal Navy et des alliés amérindiens, cette victoire est traditionnellement présentée au Canada comme une victoire canadienne.

### Retrait britannique
La peur que les Américains ne projettent à nouveau d'envahir le Canada resta présente durant la première moitié du XIXe siècle, et c'est la raison pour laquelle une garnison britannique assez importante demeurait sur place. De plus, entre les années 1820 à 1840, toute une série de fortifications a été construite afin de constituer un rideau de défense en cas d'invasion. On peut notamment citer les citadelles de Québec et Halifax ainsi que le fort Henry dans la ville de Kingston en Ontario. Le canal Rideau a été construit pendant la même période pour permettre aux bateaux d'emprunter une route maritime située plus au nord, de Montréal à Kingston, hors d'une zone de conflits potentielle (en effet, la route normale utilisée en temps de paix est en fait le fleuve Saint-Laurent lui-même, et comme celui représente l'extrémité nord de la frontière américaine, les bateaux qui empruntaient cette voie pendant un conflit pouvaient être victimes d'attaques ou d'arraisonnements).

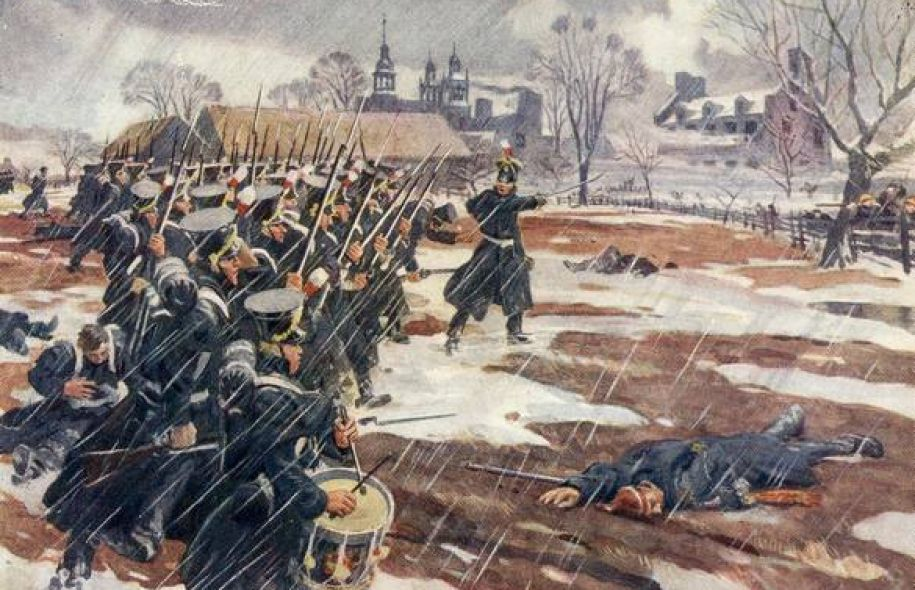
Soldats britanniques luttant à la bataille de Saint-Denis en 1837.

L'une des plus importantes actions des forces britanniques pendant cette période a été de combattre les rébellions de 1837. La rébellion du Haut-Canada a été réprimée rapidement et de manière définitive. L'année suivante, les attaques de soldats américains rebelles qui espéraient être rétribués au Canada ont été matées aux batailles de Pelee Island et de Prescott. La rébellion des Patriotes (ou rébellion du Bas-Canada) représentait en revanche une plus grande menace pour les Britanniques. Les rebelles furent d'ailleurs victorieux à la bataille de Saint-Denis le 23 novembre 1837. En revanche, deux jours plus tard, ils ont été défaits à la bataille de Saint-Charles et finalement vaincus le 14 décembre à la bataille de Saint-Eustache.
Après 1850, la peur d'une invasion américaine commençait à disparaître, et les Britanniques se sentaient prêts à diminuer le contingent armé sur le territoire canadien. Le traité de réciprocité, signé par le Canada et les États-Unis en 1854, les conforta dans cette opinion. Cependant, de nouvelles tensions apparurent pendant la guerre de Sécession (1861-1865), atteignant un pic avec l'Affaire du Trent fin 1861, début 1862. Le capitaine Charles Wilkes du navire américain USS San Jacinto stoppa le navire britannique RMS Trent et fit débarquer de force deux politiciens confédérés se trouvant sur ce dernier. Le gouvernement britannique, outragé par cet arraisonnement et sentant l'approche d'un conflit, renforça sa présence militaire en Amérique du Nord en augmentant ses effectifs de quatre mille à dix-huit mille soldats. Heureusement, la diplomatie l'emporta sur la colère et la guerre entre les États-Unis et le Royaume-Uni fut évitée. Cet incident représente le dernier épisode majeur de la confrontation anglo-américaine en Amérique du Nord, les deux parties réalisant peu à peu les bénéfices que pourrait engendrer une relation amicale. Au même moment, beaucoup de Canadiens allèrent au sud pour combattre durant la guerre civile américaine, en particulier dans les milices de Toronto, sympathisant pour la cause sudiste (voir l'article Le Canada et la guerre civile américaine).
Dans le même temps, les Britanniques se sentaient plus concernés par les conflits européens et rechignaient donc de continuer à payer pour maintenir des garnisons dans leurs colonies, à plus forte raison que ces colonies commençaient à s'autosuffire et à s'autogérer, ce qui conduisit en 1867 à la création du dominion du Canada, unissant toutes les anciennes colonies. Consécutivement, en 1871, les troupes des garnisons britanniques ont été complètement retirées du territoire canadien, à part à Halifax et Esquimalt, où quelques garnisons furent laissées seulement pour une question de stratégie impériale.

### Raids fenians

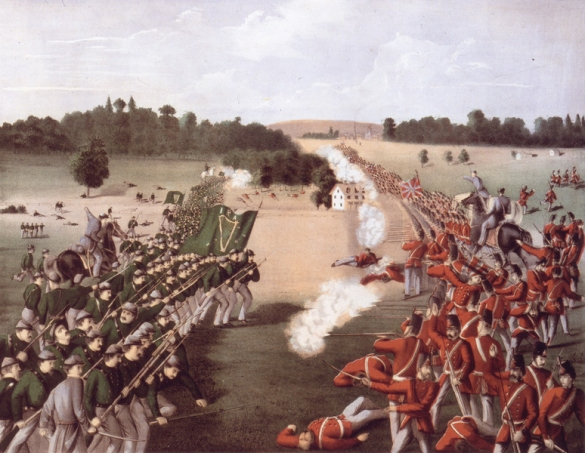
La bataille de Ridgeway en 1866.

C'était pendant cette période de remise en cause de la présence de l'armée britannique et de son éventuel retrait que la dernière tentative d'invasion du Canada se présenta. Elle n'était pas l'objet d'une quelconque force américaine officielle, mais provenait d'une organisation appelée les Fenians. C'était un groupe d'Américains d'origine irlandaise, pour la plupart vétérans de la guerre de Sécession, qui pensaient que le fait de s'emparer du Canada pourraient leur permettre d'obtenir des concessions du gouvernement britannique à propos de l'Irlande. Les Fenians avaient estimé également, ce qui s'est révélé être une erreur, que les Canadiens d'origine irlandaise, assez nombreux, soutiendraient leur action et monteraient en puissance, tant au point de vue militaire que politique.
Après la guerre de Sécession, le sentiment antibritannique était fort aux États-Unis. Les Américano-irlandais étaient nombreux et influents sur la scène politique, particulièrement dans les États du nord-est. Aussi, plusieurs régiments américano-irlandais participèrent à la guerre. En revanche, malgré le fait que le gouvernement américain mené par le Secrétaire d'État William H. Seward soit inquiet à propos de cette organisation, les Fenians purent agir sans être inquiétés. Ils ont été autorisés à s'organiser et s'armer, et même à recruter dans les camps de l'armée de l'Union. Les Américains n'étaient pas prêts à risquer une guerre avec la Grande-Bretagne et n'intervinrent seulement que lorsque les Fenians furent sur le point de mettre à mal la neutralité américaine.
Les Fenians représentaient une sérieuse menace pour le Canada. Étant des vétérans de la guerre de Sécession, ils étaient non seulement entraînés mais aussi bien équipés. Ils lancèrent trois attaques en 1866 : la première sur l'île Campobello dans le Nouveau-Brunswick en avril, et les deux autres dans les régions des vallées du Niagara et du fleuve Saint-Laurent en juillet. Les attaques à Campobello et dans la vallée du Saint-Laurent échouèrent. En revanche, les Fenians gagnèrent la bataille de Ridgeway quand les troupes canadiennes, composées en majeure partie d'étudiants de l'université de Toronto et de jeunes hommes d'Hamilton, furent lancées dans une attaque mal préparée et une retraite anomique. Malgré leur succès, les Fenians se retirèrent assez vite, craignant une contre-attaque britannique. Dans le Nouveau-Brunswick, l'échec de leur attaque doit être imputée à la présence d'un fort contingent de soldats britanniques et par la confiscation de leurs armes par la marine américaine. Deux attaques plus tardives, l'une le long de la frontière séparant le Québec du Vermont en 1870 et l'autre au Manitoba en 1871, se soldèrent aussi par des échecs.
Malgré ces échecs, les raids eurent une grande influence sur les responsables politiques canadiens qui se retrouvèrent bloqués dans les négociations devant mener à la création de la Confédération canadienne de 1867. Les raids renforcèrent le sentiment de vulnérabilité militaire, spécialement dû au fait que les Britanniques étaient en train de reconsidérer leur présence militaire, envisageant même leur retrait total. Les débats furent menés dans un climat de crise, et le fait qu'une plus grande sécurité militaire pût être obtenue en mettant en commun les ressources coloniales fut un des arguments majeurs en faveur de la création de la confédération.

#### La protection de la ville de Québec et du fleuve Saint-Laurent (1865-1871) par la construction des Forts-de-Lévis
En 1862, la Commission Gordon enquêta sur la défense de la ville de Québec et vint à la conclusion que des ouvrages défensifs devront être construits sur les hauteurs de la ville de Lévis et du village de Saint-Joseph-de-Lévis pour défendre la ville de Québec en raison de la situation dramatique qui se déroulait chez les voisins américains. À cette époque, la guerre de Sécession venait tout juste de se terminer aux États-Unis. La couronne britannique devait protéger la ville de Québec en cas d'une invasion américaine. La paix est fragile. La Grande-Bretagne craint que l'armée de l'Union (États du Nord) envahisse la Province du Canada (Canada-Uni) pour récupérer l'équivalent des territoires qui auraient été abandonnés aux Confédérés (États du Sud) lors de la guerre civile. L'Angleterre se dit neutre durant le conflit même si elle maintient l'important commerce de coton avec les États du sud. En effet, les manufactures de textiles britanniques dépendent grandement de l'approvisionnement en coton dans le sud des États-Unis. 
Les plans seront établis par le lieutenant-colonel et ingénieur William Drummond Jervois. Celui-ci étudia la situation pour établir le plan de défense de Québec. Ces forts furent ainsi construits deux ans avant la naissance du Canada, sous le régime britannique, en prévision d'une éventuelle attaque américaine. Selon les plans d'origines de Drummond Jervois, cinq forts devaient être construits sur les hauteurs de la rive Sud de Québec. Cependant, ce nombre sera réduit et seulement trois forts seront construits par les Britanniques à Lévis (2) et Saint-Joseph-de-Lévis (1) qui deviendra le village de Lauzon durant la construction. Par conséquent, les trois forts furent construits entre 1865 et 1872. Ils furent nommés fort numéro un, fort numéro deux et fort numéro trois. Ils devaient défendre une invasion provenant du sud, notamment par le chemin de fer du Grand Tronc, ainsi que le fleuve Saint-Laurent et le port de Québec. Les ressources en approvisionnement provenant de l'Angleterre devaient être défendues pour éviter une troisième invasion de la ville après celles de 1775 et 1759.
La construction de ces forts fut inutile car il n'y eut aucune menace militaire réelle qui justifiât l'utilisation des Forts-de-Lévis. En effet, un an avant la fin des travaux au Fort numéro un, le tout s'est terminé par la signature du traité de Washington en 1871. Cela mit fin à la possibilité d'une éventuelle hostilité entre l'Angleterre et les États-Unis. Par contre, les forts furent réactivés lors du déclenchement de la Première Guerre mondiale pour l'entraînement des régiments et de la milice de Lévis au niveau de l'infanterie, l'artillerie et la cavalerie. On les utilisa aussi pour l'entreposage des munitions. Le Fort numéro un fut aussi réactivé lors de la Seconde Guerre mondiale.

## L'autonomie canadienne

### La milice canadienne
Après la création de la confédération et le départ de l'armée britannique, le Canada dut alors assumer entièrement sa défense. La Grande-Bretagne s'engagea à fournir de l'aide en cas d'urgence et la Royal Navy continua à assurer la défense maritime. De petites batteries d'artillerie professionnelles furent mises en place à Québec et Kingston. En 1883, une troisième batterie est ajoutée, et des écoles professionnelles de cavalerie et d'infanterie sont créées. L'intention était également de fournir un enseignement professionnel aux effectifs importants de la milice afin que cette dernière forme le cœur de la défense du territoire. En théorie, tout homme valide de dix-huit à soixante ans était susceptible d'être appelé mais, en pratique, la défense du pays ne fut confiée qu'aux volontaires formant la milice « active » qui, en 1869, comptait dans ses rangs 31 170 officiers et hommes du rang. Durant les dernières décennies du XIXe siècle, cette force a été consolidée, participant à des camps d'entraînement et servant occasionnellement en cas de troubles de l'ordre public.

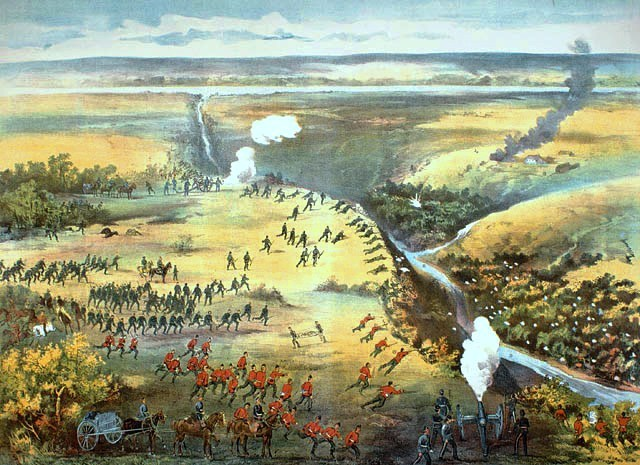
Lithographie contemporaine de la bataille de Fish Creek.

Le test le plus important que dut passer la milice dans ses premières années d'existence était constitué des expéditions contre les forces rebelles de Louis Riel dans l'ouest canadien. L'expédition de Wolseley, comprenant un mélange de forces britanniques et miliciennes, restaura l'ordre après la rébellion de la rivière Rouge en 1870 avec un minimum de violence. Un plus grand test se présenta avec la rébellion du Nord-Ouest en 1885 qui vit le plus gros effort de guerre sur le sol canadien depuis la fin de la guerre de 1812. Cette rébellion vit une série de batailles entre les Métis et leurs alliés contre la milice et la police montée du Nord-Ouest, affrontements dont les forces gouvernementales sortirent victorieuses. La bataille de Loon Lake, qui mit fin au conflit, est connue pour être la dernière bataille livrée sur le sol canadien.
En 1884, la Grande-Bretagne, pour la première fois, demanda de l'aide au Canada afin de défendre l'empire. Il était demandé au Canada d'envoyer des marins expérimentés au Soudan pour aider le major-général Charles Gordon contre la montée en puissance de Muhammad Al-Mahdi. Cependant, le pouvoir d'Ottawa se montra réticent à répondre favorablement à cet appel. Finalement, le gouverneur général Henry Petty-FitzMaurice recruta une force privée de trois cent quatre-vingt-six hommes qui furent placés sous le commandement d'officiers de la milice canadienne. Cette force, connue sous l'appellation des voyageurs du Nil, servit de manière compétente au Soudan et devint la première force canadienne à servir à l'étranger.

### La guerre des Boers
La défense de l'empire se trouva de nouveau à l'ordre du jour lorsque les britanniques furent engagés dans la seconde guerre des Boers en Afrique du Sud. Les britanniques demandèrent aux canadiens d'apporter leur aide dans ce conflit, requête à laquelle le Parti conservateur était décidé à répondre favorablement. Cependant les canadiens français, ainsi que d'autres groupes, étaient opposés à la guerre. Ce désaccord engendra une division profonde au sein du parti au pouvoir, le Parti libéral du Canada, entre les anglo-canadiens pro-impériaux et les franco-canadiens anti-impériaux. Le premier ministre Wilfrid Laurier envoya tout d'abord mille soldats du Royal Canadian Regiment. Plus tard d'autres divisions suivirent, dont la Lord Strathcona's Horse, recruté par Lord Strathcona à titre privé.
Les force canadiennes manquèrent les premiers instants de la guerre ainsi que les grandes défaites britanniques de Magersfontein, Colenso et Stormberg. Les canadiens en Afrique du Sud furent salués pour avoir mené la charge à la seconde bataille de Paardeberg, l'une des premières batailles décisives de la guerre. À la bataille de Liliefontein le 7 novembre 1900, trois canadiens, les lieutenants Cockburn, Turner, et le sergent Holland des Royal Canadian Dragoons reçurent la Victoria Cross pour avoir protégé une retraite. À peu près sept mille quatre cents canadiens, dont douze infirmières, servirent en Afrique du Sud. Il y eut deux cent vingt-quatre morts, deux cent cinquante-deux blessés, et plusieurs reçurent la Victoria Cross. La guerre resta très impopulaire au Québec où nombre de gens la voyaient comme l'étouffement d'une minorité démocratique qui, sur plusieurs aspects, se rapprochait des vues franco-canadiennes. Les forces canadiennes ont également participé aux programmes des camps dans lesquels plusieurs milliers de civils boers trouvèrent la mort.

### La création de la marine canadienne

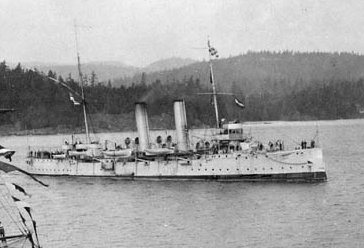
en 1910.

Peu après la seconde guerre des Boers, un autre débat occupa les esprits à propos du fait de savoir si le Canada devait avoir sa propre marine ou non. Le Canada avait depuis longtemps une force de protection pour le secteur de la pêche, rattachée au ministère des Pêches et Océans Canada, mais comptait sur la Grande-Bretagne pour la protection navale militaire. Les britanniques s'étaient alors engagé dans une course effrénée à l'armement naval avec l'Allemagne et, en 1908, demandèrent à leurs colonies de soutenir cet effort. Le parti conservateur du Canada soutint alors que le pays pouvait simplement contribuer de manière financière en acquérant et en entretenant certains vaisseaux de la Royal Navy. Quelques nationalistes franco-canadiens s'opposèrent à ce qu'une aide soit versée. D'autres souhaitaient plutôt la création d'une marine canadienne indépendante qui pourrait, le cas échéant, aider la Grande-Bretagne.
Finalement, le premier ministre Laurier opta pour ce compromis et la marine royale canadienne fut créée en 1910. Pour apaiser les impérialistes, le Naval Service Act incluait une clause qui disait qu'en cas d'urgence, la flotte pouvait être donnée aux britanniques. Cette clause déclencha une controverse et fit que le projet de loi dans son ensemble reçut une opposition très ferme de la part du nationaliste québécois Henri Bourassa. Le projet de loi fixait un objectif de construction d'une flotte de cinq croiseurs et six destroyers. Les deux premiers navires ont été le Niobe et le Rainbow, rachetés aux britanniques bien qu'ils soient quelque peu âgés. Avec l'élection des conservateurs en 1911, en partie dû au fait que les libéraux aient perdu tout soutien de la part du Québec, la marine s'est trouvée en manque de fonds. Cependant, durant la Première Guerre mondiale, les efforts furent redoublés et la flotte joua un rôle important aussi bien dans l'Atlantique que le Pacifique.

### La création de l'aviation canadienne
La Première Guerre mondiale fut le catalyseur de la création de l'aviation militaire canadienne. Au commencement du conflit, il n'existait aucune force aérienne canadienne indépendante, bien que beaucoup de canadiens volèrent au sein du Royal Flying Corps et du Royal Naval Air Service. Parmi ces derniers, on peut citer deux des as canadiens de ce conflit, à savoir William George Barker et Billy Bishop, tous deux récipiendaires de la croix de Victoria.
En 1914, le gouvernement canadien autorisa la formation du Canadian Aviation Corps (CAC). Le CAC était formé pour accompagner le corps expéditionnaire canadien en Europe et était composé d'un seul avion, de type Burgess-Dunne, qui ne fut jamais utilisé. Le CAC fut démantelé en 1915.
Une seconde tentative afin de former cette fois une véritable force aérienne canadienne eut lieu en 1918 quand deux escadrilles canadiennes (la première composée de chasseurs et la deuxième de bombardiers) furent formées par le ministre de l'air britannique. Le gouvernement canadien pris le contrôle de ces deux escadrilles en 1919 et forma la Canadian Air Force (CAF). La CAF, cependant, ne rentra jamais en service et fut démantelée en 1920.
Le gouvernement britannique encouragea le Canada à établir une force aérienne en lui octroyant des surplus de sa propre armée. Ainsi, en 1920, une nouvelle force aérienne canadienne vit le jour et effectua plusieurs missions diverses comme des patrouilles de prévention de feux de forêts, des photographies ou encore de la surveillance. Les appareils étaient également utilisés à des fins d'entraînement et de maintien des capacités opérationnelles des pilotes.
Après une nouvelle réorganisation, la CAF devint l'Aviation royale du Canada (Royal Canadian Air Force) le 1er avril 1924.

### La création de l'armée canadienne
Lorsque les troupes britanniques ont quitté le Canada entre la fin du XIXe siècle et le début du XXe siècle, la milice (comprenant de la cavalerie, de l'artillerie ainsi que de l'infanterie) prit de plus en plus d'importance. Le dernier officier commandant des forces britanniques (General Officer Commanding the Forces), Lord Dundonald, institua une série de réformes grâce à laquelle le Canada acquit ses propres composantes techniques et logistiques militaires. Ces différentes branches, appelées corps, sont les suivantes :
- Canadian Engineer Corps (créé le 1er juillet 1903)
- Signalling Corps (créé le 24 octobre 1903)
- Canadian Army Service Corps (créé le 1er décembre 1903)
- Permanent Active Militia Army Medical Corps (créé le 2 juillet 1904)
- Ordnance Stores Corps (créé le 1er juillet 1903)
- Corps of Guides (créé en 1902)

En 1904, le poste de General Officer Commanding the Forces fut remplacé par le poste de chef d'état-major. D'autres corps ont été créés durant les années précédant la Première Guerre mondiale, dont le premier corps médical dentaire autonome au monde.

## Les guerres mondiales

### La Première Guerre mondiale

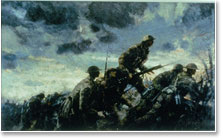
Des soldats canadiens représentés par le peintre canadien Alfred Bastien. Cette peinture est visible au Musée canadien de la guerre.

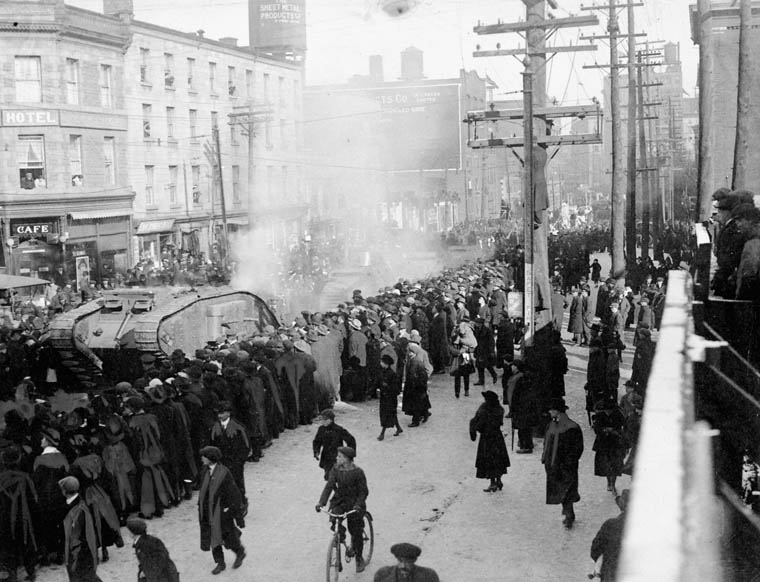
Le char d'assaut britannique Britannia participant au défilé de l'emprunt de la Victoire sur la rue Sherbrooke, Montréal

La Grande-Bretagne s'engage dans la Première Guerre mondiale le 4 août 1914 en déclarant la guerre à l'Allemagne. Cette déclaration britannique entraîna automatiquement le Canada dans la guerre, ce dernier étant un dominion. Cependant, le gouvernement canadien eut la liberté de déterminer le degré d'engagement du pays. Finalement, le Canada envoya cinq divisions combattantes sur le front de l'ouest (1st Canadian Division, 2nd Canadian Division, 3rd Canadian Division, 4th Canadian Division, 5th Canadian Division). Les divisions canadiennes avaient des effectifs plus nombreux que les divisions britanniques en 1917 dû au manque d'hommes (cette pénurie devait forcer le Canada à oublier ses plans qui visaient à créer un deuxième corps canadien ainsi qu'à appeler une autre conscription pour former deux divisions supplémentaires).
Au début du conflit, les canadiens sont équipés du médiocre fusil à verrou Ross Mark III qui sera remplacé en 1916 par le Lee-Enfield. Dans les derniers instants de la guerre, le Corps canadien était considéré comme l'une des armées les plus efficaces et respectées de toutes les armées du front de l'ouest. En effet, à la suite de la bataille de la Somme, les troupes canadiennes développèrent une réputation de troupes de choc qui était crainte des allemands. L'armée canadienne avait même son surnom, « les durs à cuire », venant du fait que ses troupes étaient difficiles à battre et à démoraliser. Consécutivement, le Royaume-Uni a même utilisé des troupes canadiennes pour défendre ses colonies des Caraïbes. De nombreuses forces canadiennes ont ainsi été stationnées sur l'île de Sainte-Lucie pour défendre les possessions britanniques dans l'éventualité d'une attaque navale allemande.
Le point d'orgue de l'engagement canadien dans la Première Guerre mondiale fut la bataille de la crête de Vimy le 9 avril 1917, durant laquelle les troupes canadiennes capturèrent une colline fortifiée allemande qui avait précédemment résisté aux attaques britanniques et françaises. Vimy, ainsi que les succès aériens des as canadiens William Barker et Billy Bishop, aidèrent le Canada à asseoir sa propre identité. Ce qui se traduisit en une plus grande indépendance, par exemple lorsque le Canada envoya ses propres représentants aux négociations du traité de Versailles en 1919, joignit la Société des Nations comme membre en 1921 et enfin se vit accorder une souveraineté complète avec le statut de Westminster en 1931.
Les autres nations combattantes majeures avaient toutes fait appel à la conscription afin de pallier les pertes massives qu'elles avaient subies. Soutenu par Sir Robert Borden, qui voulait maintenir la contribution canadienne, le Military Service Act fut ratifié. Bien que cette conscription ait été accueillie favorablement dans le Canada anglais (ainsi que sur le front), l'idée était très impopulaire au Québec (une mauvaise gestion ainsi qu'un dénigrement des effectifs francophones dans l'armée canadienne heurtait alors les Québécois). Finalement, cette conscription réunit environ cent vingt mille soldats, dont quarante sept mille traversèrent l'Atlantique. La crise de la conscription en 1917 ne fit que renforcer les divisions entre les canadiens francophones et anglophones.
Malgré la rancœur, la crise de la conscription n'entama pas la carrière politique du premier ministre Robert Borden car aux élections suivantes de la même année, le gouvernement d'union de Borden remporta cent cinquante-trois sièges, presque tous venant du Canada anglophone. En effet, des soixante-cinq sièges du Québec, Borden n'en gagna que trois.
Pour une nation de huit millions d'individus, l'effort de guerre du Canada était considéré comme remarquable. Il faut en effet comparer les chiffres suivants à sa population totale : sur 619 636 personnes engagées, 66 655 sont tuées et 172 950 blessées.
En 1919, le Canada envoya un corps expéditionnaire en Sibérie pour aider les Armées blanches pendant la Révolution russe. Ces troupes étaient basées à Vladivostok et participèrent à quelques maigres combats avant de se retirer, au même titre que toutes les autres forces étrangères.
Les sacrifices canadiens de la Première Guerre mondiale sont commémorés dans huit mémoriaux en France et en Belgique. Deux de ces édifices sont uniques du point de vue architectural : le monumental édifice blanc de Vimy en France (les terres environnantes ont d'ailleurs été cédées au Canada par la France reconnaissante) et le soldat maussade de Saint-Julien en Belgique. Les six autres monuments sont tous du même type, à savoir une stèle de granit entourée d'un chemin circulaire. Ils se trouvent à la colline 62 et à Passchendaele près d'Ypres en Belgique, ainsi qu'à Burlon près de Cambrai, Courcelette, Dury, et Le Quesnel en France. Il existe aussi des mémoriaux séparés pour commémorer les actions des soldats de Terre-Neuve. Les plus imposants sont celui de Beaumont-Hamel en France et le National War Memorial à Saint-Jean à Terre-Neuve.
En 1920, dans un processus de réorganisation de l'armée canadienne, il fut décidé de confier la garde de la Citadelle de Québec à un nouveau régiment composé en partie de vétérans du 22e Bataillon (canadien-français), créé en 1914 lors de la Première Guerre mondiale, et actif sur les champs de bataille en Europe. Ce régiment deviendra le Royal 22e Régiment. Pour la première fois depuis 1759, des francophones devenaient responsables de la garde des positions militaires de la ville de Québec.

### La Seconde Guerre mondiale

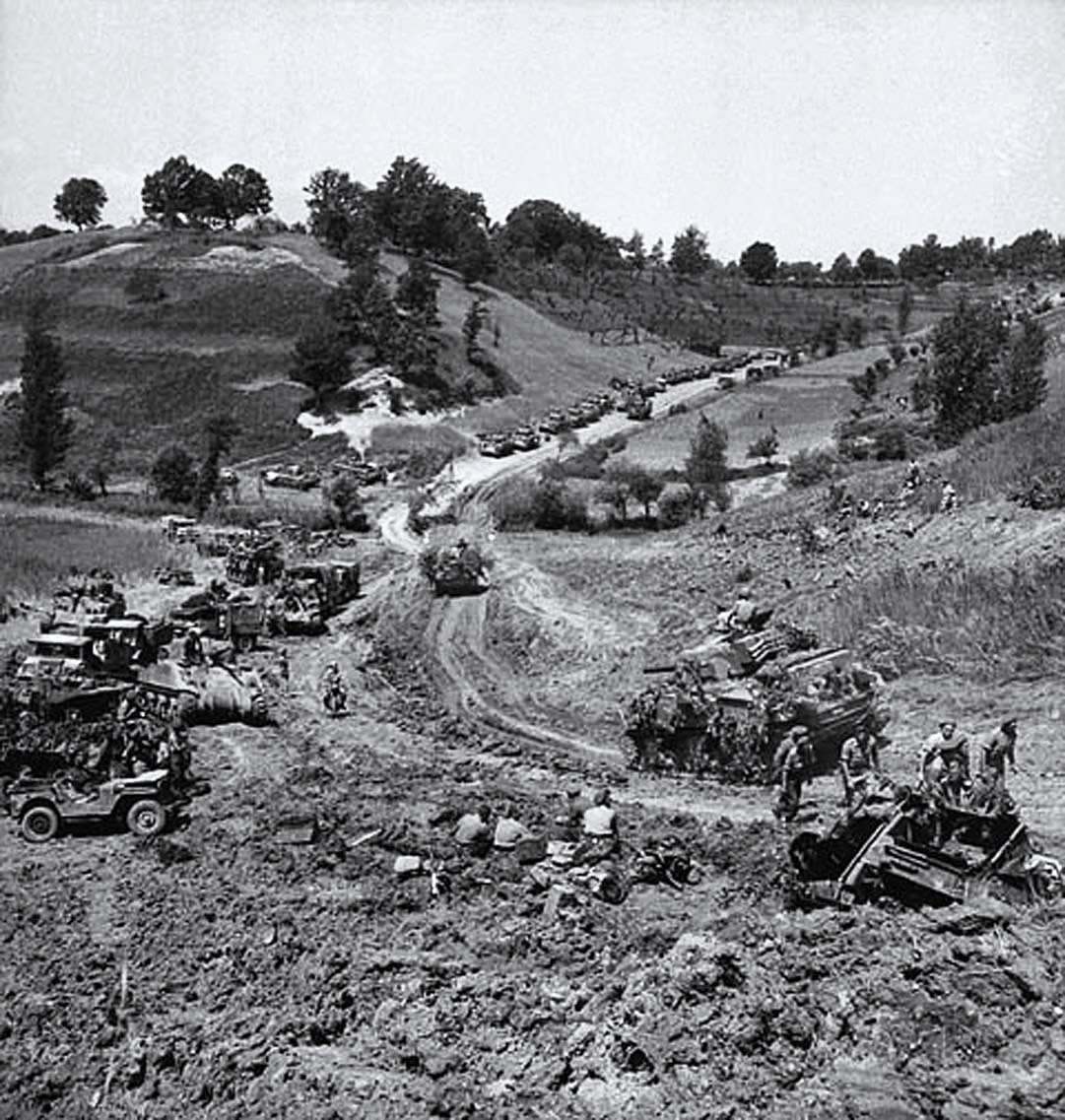
Forces canadiennes en Italie avançant de la ligne Gustave à la ligne Adolf Hitler.

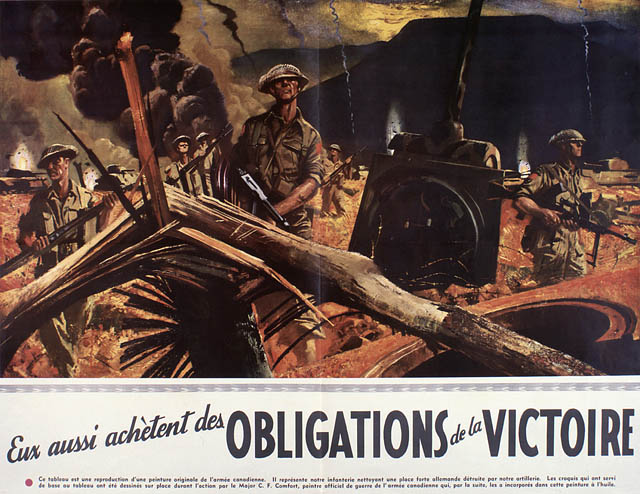
« Eux aussi achètent des obligations de la victoire » : campagne d'emprunts de la victoire

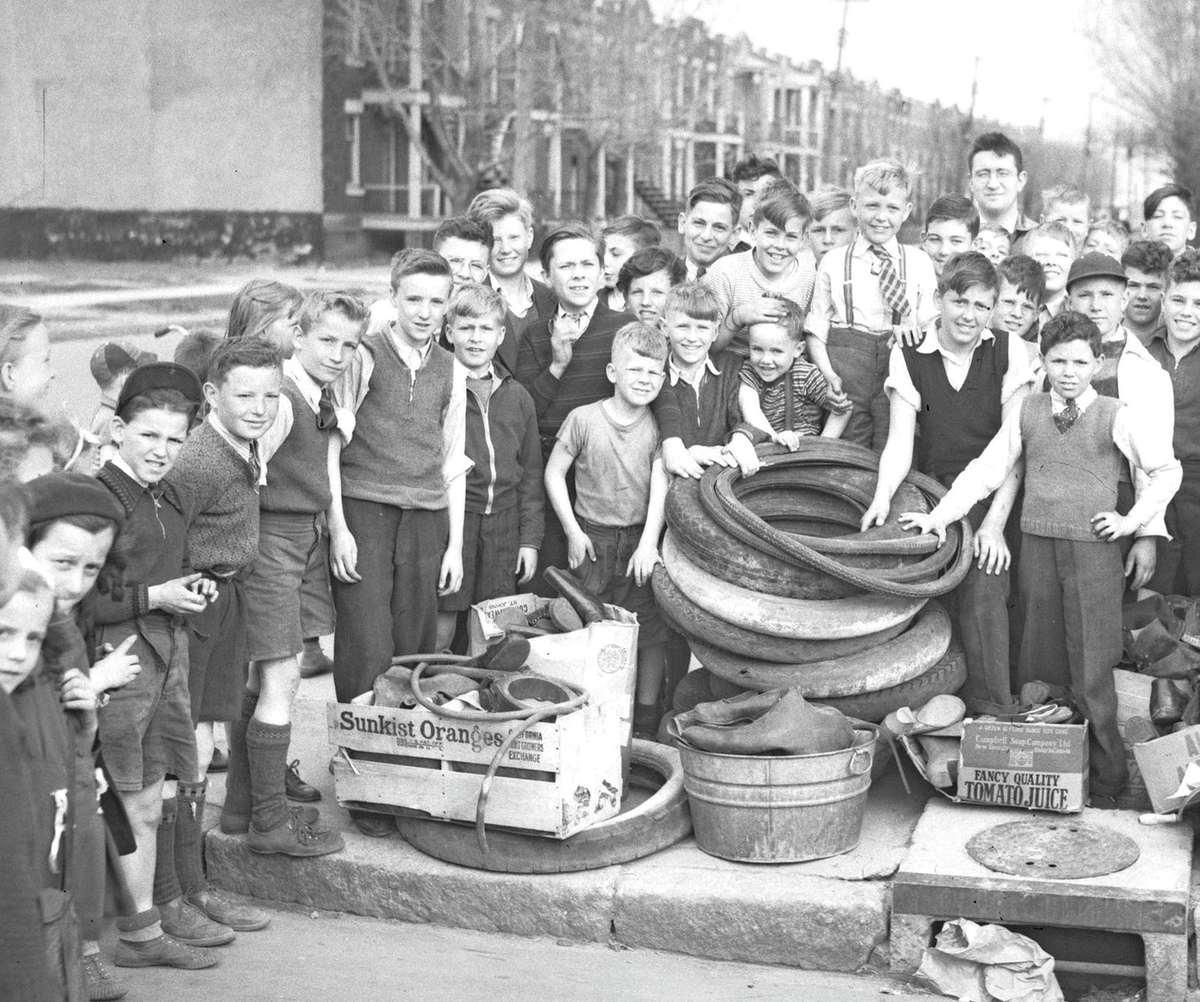
Des enfants du quartier Rosemont à Montréal récupérant du caoutchouc pour les forces armées

À la suite de l'invasion allemande de la Pologne le 1er septembre 1939, le Parlement du Canada soutient la décision du gouvernement de déclarer la guerre à l'Allemagne le 10 septembre, une semaine après la France et le Royaume-Uni. Les pilotes canadiens participèrent à la bataille d'Angleterre et les marines royale et marchande canadiennes jouèrent un rôle crucial dans la bataille de l'Atlantique et dans la bataille du Saint-Laurent. Deux bataillons d'infanterie participèrent à la défense de Hong Kong contre les Japonais et qui s'est malheureusement soldée par un échec. Des troupes de la deuxième division d'infanterie canadienne ont également participé au désastreux débarquement de Dieppe le 19 août 1942. Cette opération laissa d'ailleurs un goût amer aux Canadiens car les troupes engagées furent décimées alors que la tournure des opérations aurait dû faire annuler l'opération rapidement. La première division d'infanterie canadienne et des chars de combat de la première brigade blindée canadienne débarquèrent en Sicile en juillet 1943 et, après une campagne de trente-huit jours, prirent part au succès de l'invasion de l'Italie. Les forces canadiennes jouèrent un rôle important dans la longue avancée vers le nord de l'Italie, ayant même finalement leur propre quartier-général après que la cinquième division blindée canadienne les a rejoints sur la ligne de front au début de l'année 1944, après les pertes subies dans les batailles de la rivière Moro et d'Orthona.
Le 6 juin 1944, la troisième division d'infanterie canadienne, soutenue par des chars de combat de la deuxième brigade blindée, débarquèrent sur Juno Beach lors du débarquement en Normandie. Des parachutistes canadiens avaient auparavant atterri derrière les plages. La résistance à Juno Beach était féroce et les pertes furent élevées durant les vagues d'attaque successives, en particulier la toute première au cours de laquelle cinquante pour cent des effectifs tombèrent. À la fin de la journée, cependant, les Canadiens avaient effectué la plus grande percée à l'intérieur des terres de toutes les forces d'invasion. Les Canadiens jouèrent un rôle important dans la bataille en Normandie, avec le débarquement en juillet de la deuxième division d'infanterie et celui de la quatrième division blindée en août. Dans le même temps, deux quartiers généraux sont activés, un pour le deuxième corps canadien et un pour l'armée (pour la première fois dans l'histoire militaire du Canada). L'une des plus grosses contributions du Canada à l'effort de guerre fut la bataille de Scheldt au cours de laquelle la première armée du Canada vainquit une force allemande retranchée au prix de lourdes pertes pour aider à ouvrir le chemin sur Anvers à la flotte alliée.
La Première armée canadienne combattit dans deux autres campagnes plus importantes. Tout d'abord en Rhénanie en février et mars 1945, ouvrant la voie vers le Rhin. Ensuite, les batailles loin derrière le Rhin dans les dernières semaines de la guerre. Le premier corps canadien retourna en Europe du Nord depuis l'Italie début 1945, et prit part au sein de la première armée canadienne réunifiée à la libération des Pays-Bas (ainsi qu'au secours apporté à nombre de Néerlandais proches de la famine) et à l'invasion de l'Allemagne.
Sur une population totale de 11,5 millions d'habitants, il faut comparer ces chiffres : sur les 1 100 000 personnes engagées, 42 042 sont tuées et 55 000 blessées.
Le Canada contribua aussi à l'entraînement des forces aériennes du Commonwealth of Nations et d'autres nations Alliés de la Seconde Guerre mondiale profitant de son éloignement des théâtres des opérations. Elle assura également l'internement de 35 000 prisonniers de guerre allemands
Les « Castors » (Canadiens français) étaient reconnus pour être les soldats les plus agressifs de la Seconde Guerre mondiale. Dû au fait qu'il venaient majoritairement du Québec, la nation francophone de l’Amérique du Nord. Les Canadien français voulaient simplement que la guerre se termine. «Plus on en tuera, plus vite on rentrera chez nous! » c'était la phrase qui parcourait les lèvres de ces soldats obligés de se battre. Lorsque l'on entendait sacrer ou entendre un sacre québécois, les nazis savait que le combat serait dur. « Les Américains, ils ont les meilleurs armes, mais ne sont pas de très bons soldats. Les Britanniques se préoccupent plus de leur uniforme que de leur ennemi. Mais les Canadiens, des durs, des salops, des bâtards » - Général S.S[réf. nécessaire]

## Multilatéralisme et maintien de la paix

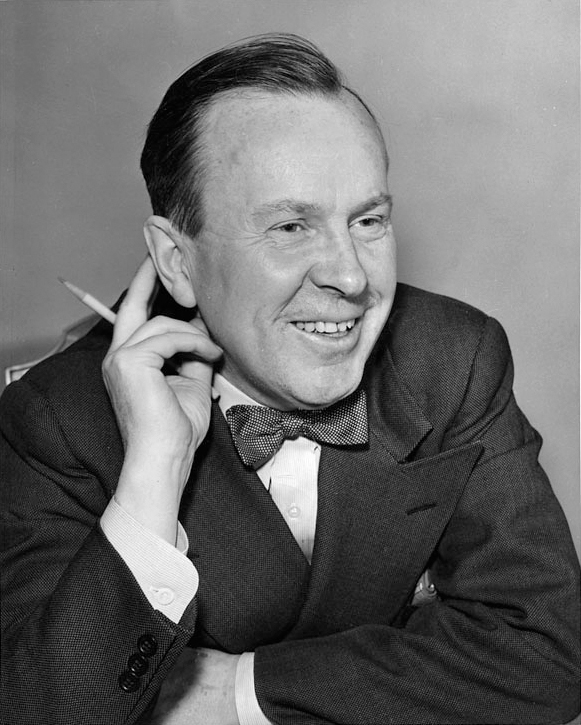
Le premier ministre du Canada Lester B. Pearson est considéré comme un précurseur du maintien de la paix pour ses efforts à résoudre la crise de Suez en 1956.

Peu après la fin de la seconde guerre mondiale, la guerre froide commença. Aux titres de membre fondateur de l'OTAN et de signataire du traité NORAD avec les États-Unis, le Canada s'est engagé par le fait dans l'alliance contre le bloc communiste (Voir aussi Le Canada et la guerre froide). Des troupes canadiennes stationnèrent en Allemagne pendant toute la durée de la guerre froide et le Canada participa avec les États-Unis à la construction de défenses contre des attaques soviétiques potentielles, comme la ligne DEW. Au titre de moyenne puissance, les politiques canadiens réalisèrent que leur pays ne pouvait s'engager que dans des opérations militaires de petite échelle par ses propres moyens, raison pour laquelle ils adoptèrent une politique de multilatéralisme, consistant à s'engager aux côtés d'autres pays dans une large coalition. Le Canada choisit également de se tenir à l'écart de plusieurs guerres malgré le fait que certains de ses alliés proches y soient impliqués, comme lors de la guerre du Viêt Nam et la seconde guerre en Irak, même s'il offrit un support indirect et que des citoyens canadiens servirent dans des armées étrangères dans chacun de ses conflits. La période d'après-guerre vit également une réorganisation majeure quand, en 1968, les trois forces (air, terre et mer) furent réunies dans les Forces canadiennes. 

### Le Canada en Corée
Après la seconde guerre mondiale, le Canada se démobilisa rapidement. Quand la guerre de Corée éclata, il eut besoin de plusieurs mois afin de réactiver complètement ses forces militaires et de finalement prendre part à la British Commonwealth Forces Korea (BCFK). Le Canada envoya des troupes qui manquèrent la majeure partie des premiers instants du conflit dû au fait que celles-ci n'arrivèrent pas avant 1951, alors que la guerre d'usure avait largement commencée. Les troupes canadiennes combattirent au sein de la première division du Commonwealth, et se distinguèrent à la bataille de Kapyong ainsi que dans d'autres affrontements. Le NCSM Haida et d'autres navires de la marine royale canadienne prirent également part au conflit coréen.
Le Canada envoya vingt-cinq mille soldats combattre en Corée. Les pertes s'élevèrent à cinq cent seize morts et mille quarante-deux blessés. La guerre de Corée a souvent été appelée la « guerre oubliée » à cause du fait que pour la plupart des canadiens leur contribution à cette guerre est éclipsée par celle durant les deux guerres mondiales. Le Canada est un des signataires de l'armistice de 1953 mais n'a pas maintenu de garnison en Corée du Sud après 1955.

### Le maintien de la paix
La volonté de multilatéralisme du Canada est en étroite relation avec ses efforts de maintien de la paix. Le prix Nobel de la paix canadien Lester B. Pearson est considéré comme le père des opérations de maintien de la paix des Nations unies, et le Canada est depuis longtemps impliqué dans ce genre de mission. En effet, il a participé dans toutes les opérations depuis le début de celles-ci en 1989 et continue cet effort de nos jours. Plus de cent vingt-cinq mille Canadiens ont servi dans quelque cinquante opérations des Nations unies depuis 1949, payant un tribut s'élevant à cent seize tués.
Cependant, depuis 1995, la participation directe du Canada dans des opérations de maintien de la paix des Nations-Unies a fortement chuté. En juillet 2006, le Canada se trouvait au cinquante-et-unième rang sur la liste des pays participant directement à ces missions, avec cent trente soldats sur un total de soixante-dix mille. Cette chute s'explique par le fait que le Canada commença au même moment à participer aux opérations militaires des Nations unies par le biais de l'OTAN, plutôt que directement vers l'ONU. Le nombre de soldats canadiens dans ces opérations s'élevait à deux mille-huit cent cinquante-neuf en juillet 2006.
La première opération de maintien de la paix à laquelle le Canada a participé, et cela même avant la création de ce type de mission sous l'égide de l'ONU, était une mission au Cachemire en 1948. L'une des participations les plus importantes du Canada fut le long séjour sur l'île de Chypre. Le Canada met en place une mission de maintien de la paix avec l’approbation des Nations unies. Le Canada envoie 1150 soldats sur les 6500 qui ont été déployé ce qui représente un effort important de la nation canadienne. Cet effort n’a pas seulement un but de bienfaisance. En effet, cette opération a pour but d’empêcher une guerre entre la Turquie et la Grèce ce qui ouvrirait le flanc oriental de l’OTAN étant donné que les deux nations belligérantes font partie de cette alliance militaire. Cette opération sert les intérêts stratégiques canadiens car une dislocation de l’OTAN mènerait à une possible propagation du communisme en Europe ce dont le Canada veut à tout prix éviter. Cette interventions sera la plus longue opération de maintien de la paix que le Canada va participer. Les premiers soldats canadiens vont arriver sur l’île en 1964 et ils vont se retirer en 1993 ce qui correspond à une mission longue de 29 ans. D'autres missions d'importance peuvent être citées comme  les missions d'observation dans la péninsule du Sinaï et au Golan, et la mission de l'OTAN en Bosnie-Herzégovine. En 1993, la réponse canadienne à l'opération de la poche de Medak en Bosnie a été la bataille la plus importante pour les forces canadiennes depuis la guerre de Corée. Un des moments les plus noirs dans l'histoire militaire canadienne récente se produisit au cours de la mission humanitaire en Somalie en 1993, quand deux soldats canadiens frappèrent à mort un adolescent somalien (voir l'affaire somalienne). À la suite d'une enquête, le Canadian Airborne Regiment fut dissous et la réputation des forces canadiennes en fut entachée au sein même du Canada.

### Les forces canadiennes en Europe
Le Canada maintint une brigade d'infanterie motorisée en Allemagne de l'Ouest des années 1950 jusqu'aux années 1990, au titre de son engagement dans l'OTAN. Cette brigade était maintenue près de son potentiel maximal et était équipée des véhicules et armes les plus avancés dont le Canada disposait. Le but était de pouvoir répondre rapidement en cas d'invasion de l'ouest par des pays signataires du pacte de Varsovie. La brigade reçu l'ajout de soldats appelés et, pour un temps, des cadets de l'armée royale canadienne furent autorisés à faire de courts séjours en son sein.

## Le monde post guerre froide

### Crise d'Oka
La crise d'Oka est une crise qui débuta le 11 mars 1990. Les événements se déroulent dans la région avoisinant les territoires amérindiens de Kanesatake et Kahnawake. À la suite du décès du caporal Marcel Lemay de la SQ (Sûreté du Québec) dans une fusillade lors d'une tentative de prendre la barricade à Sainte-Germaine le 11 juillet 1990, les FC (Forces armées canadiennes) commencent leur phase préliminaire en vue d'une éventuelle utilisation. Le 6 août, on assiste à un rappel de l’État major du 2e et 3e Bataillon du Royal 22e Régiment. C'est seulement le 8 août que le premier ministre Robert Bourassa annonce que l’armée est en préparation en vue d'un déploiement dans la région d'Oka. Après un entrainement et des préparations pré-déploiement, les troupes de Valcartier sont envoyées dans la nuit du 14 au 15 août à Saint-Benoît où les troupes continuèrent à s'entrainer. Le 23 août, la Cie A est déployée à Oka, la Cie B à l’ouest de la route 344 et la Cie C relève la SQ au nord du rang Ste-Germaine et l’Annonciation. C'est ainsi qu'au matin, un déplacement pour effectuer l'opération offensive débute. La Cie C est alors renforcée d’ingénieurs, d’un M113 (à chenille) version ingénieur avec lame butoir et de deux Couguar du 12e Régiment blindé du Canada. La position permet d'installer un poste d'observation. L'opération est alors un succès, bien que l'effet de surprise ait été perdu quand les négociateurs ont refusé d'être escortés et que le fait fut connu de la population en entier. Le 30 août, on assiste à un démantèlement des barricades de Chateauguay. C'est aussi le début de deux patrouilles d'observation en vue d'une poussée vers Oka le 1er septembre. Cette poussée est suivi d'un siège qui se termina par une reddition.

### La guerre du Golfe
La guerre du Golfe en 1991 était un conflit entre l'Irak et une coalition de trente-quatre pays menée par les États-Unis, qui se solda par une victoire des forces de la coalition. Le Canada a été une des premières nations à condamner l'invasion irakienne du Koweït en 1990 et accepta rapidement de se joindre aux forces de coalition. En août, le premier ministre du Canada Brian Mulroney envoya les destroyers NCSM Terra Nova et NCSM Athabaskan pour renforcer l'embargo contre l'Irak. Le bateau d'approvisionnement NCSM Protecteur a été par la suite envoyé pour aider au rassemblement des forces de la coalition. Quand les Nations-Unies ont autorisé l'usage de la force dans cette opération, le Canada envoya un escadron de CF-18 (appareil basé sur le F-18 américain) avec son personnel de maintenance. Il envoya également un hôpital de campagne pour gérer les blessés de la guerre. Quand la guerre aérienne commença, les avions canadiens ont été intégrés à la force de coalition, effectuant des missions de couverture aérienne ou d'attaque au sol. C'était la première fois depuis la guerre de Corée que ces forces étaient engagées dans un conflit. Le Canada n'eut à souffrir aucune perte pendant ce conflit mais, depuis la fin de ce dernier, nombre de vétérans se sont plaints du syndrome de la guerre du Golfe.

### Lutte contre le terrorisme en Afghanistan

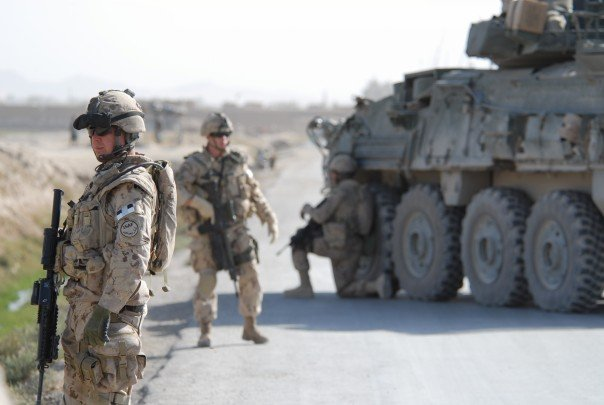
Soldats canadiens en Afghanistan.

Le Canada rejoignit une coalition menée par les États-Unis dans l'attaque de l'Afghanistan en 2001. Cette guerre était une réponse aux attentats du 11 septembre 2001, avec pour but d'annihiler les Talibans ainsi que de débusquer Al-Qaïda. Le Canada envoya des forces spéciales ainsi que des troupes participer au conflit. Au début de l'année 2003, des troupes canadiennes ont été photographiées en train de faire des prisonniers afghans, déclenchant un débat à propos des conventions de Genève. Après la guerre, le Canada participa de manière importante à la force de stabilisation de l'OTAN, l'ISAF, à Kaboul. En novembre 2005, la participation militaire du Canada se déplaça de l'ISAF à l'opération Archer, une composante de l'Operation Enduring Freedom dans et autour de Kandahar. Le 17 mai 2006, la capitaine Nichola Goddard du premier régiment royal canadien de cavalerie devenait la première femme combattante canadienne à être tuée en opération. L'une des plus notables batailles dans laquelle les forces canadiennes ont combattu en Afghanistan jusqu’à présent est l'opération Medusa, dirigée par le Canada, durant laquelle la seconde bataille Panjwaii eut lieu. Le Canada était également le principal combattant allié dans la première bataille de Panjwaii.
À compter de 2006, les troupes canadiennes ont pris un plus grand rôle dans les opérations situées au sud de l'Afghanistan, se confrontant aux Talibans dans un conflit ouvert. En mars 2007, 45 soldats canadiens ont été tués, dont 35 pour la seule année 2006. Une extension de deux ans a été approuvée par le parlement, signifiant un engagement durable du Canada en Afghanistan. Le Canada se retire des missions de combat en Afghanistan en juillet 2011; 157 soldats y ont trouvé la mort.

### L'invasion de l'Irak en 2003
En 2003, le Canada refusa de prendre part à l'invasion de l'Irak tant que cette dernière ne serait pas approuvée par les Nations unies. Cette décision, qui recueillit une large approbation au sein de la population canadienne, irrita l'administration du président américain George W. Bush. Simultanément, le Canada augmenta ses effectifs en Afghanistan dans la guerre contre le terrorisme, ce qui eut pour incidence de relever des troupes américaines et britanniques de la zone, permettant leur envoi en Irak. Le Canada continue d'avoir des navires de guerre dans le golfe Persique au titre de l'opération Altair. Leur présence est justifiée par l'engagement du Canada dans l'opération Enduring Freedom. Seulement un petit nombre de soldats canadiens, relevant des unités américaines, participa à l'invasion de l'Irak.

### Intervention en Libye en 2011
L’opération Mobile est la contribution canadienne à l'intervention militaire de 2011 en Libye commandée par le général canadien Charles Bouchard. En effet, des résolutions de l'ONU établissent une zone d'exclusion aérienne au-dessus de la Libye ainsi qu'un embargo sur les armes afin d'empêcher les troupes loyales à Mouammar Kadhafi d'effectuer des frappes aériennes contre les populations civiles. L'équivalent de l'opération Mobile pour les États-Unis est l'opération Odyssey Dawn, l'opération Harmattan pour la France et l'opération Ellamy pour le Royaume-Uni. En fait, la zone d'exclusion aérienne est appliquée par l'opération Unified Protector de l'OTAN qui prit le contrôle de l'opération Odyssey Dawn américaine le 31 mars. Le gouvernement canadien a mis fin à la mission et les opérations de clôture débutèrent en novembre 2011.